# ばんえい競走

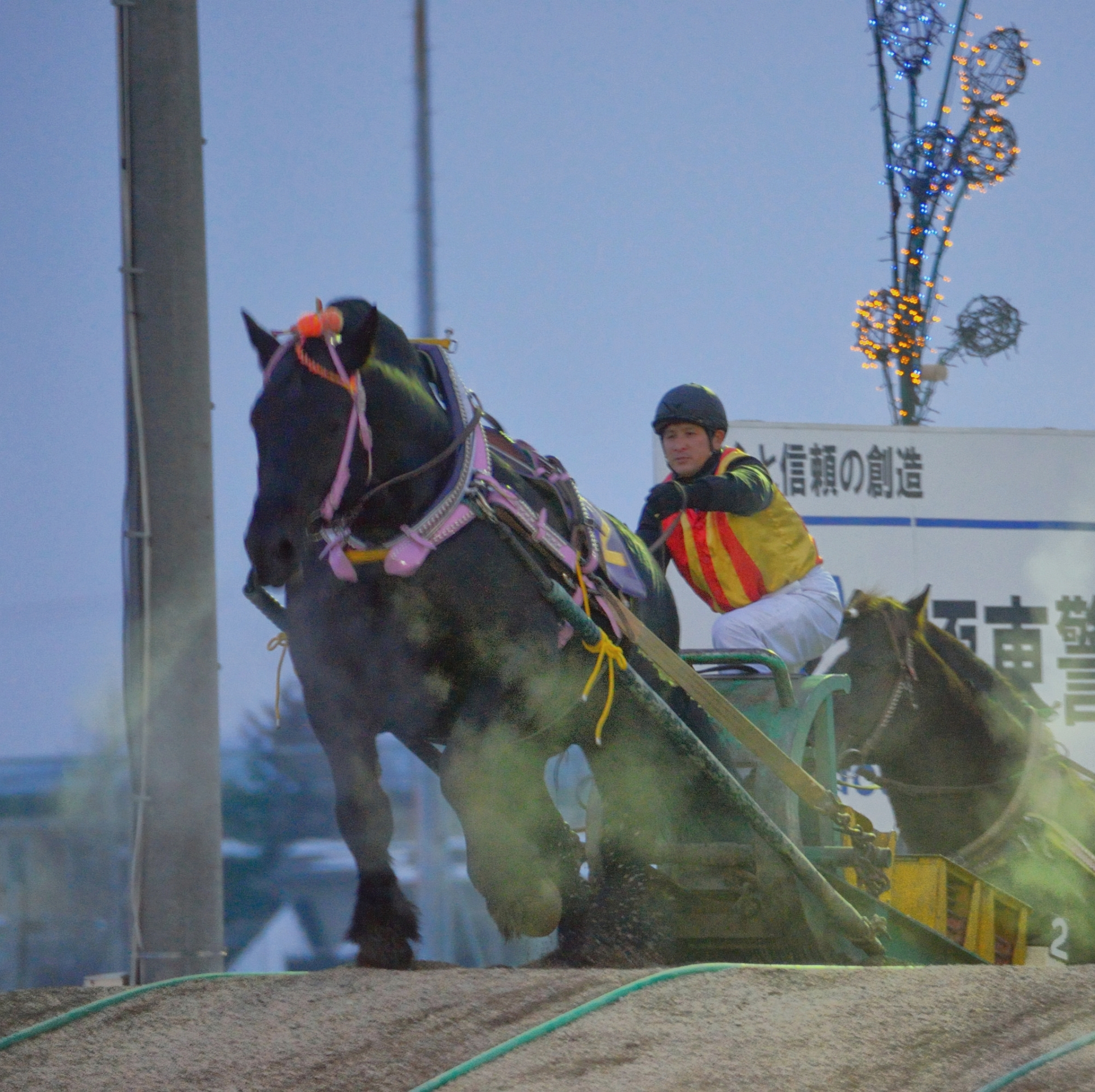
帯広記念・第2障害を越えるカネサブラック（2013年）

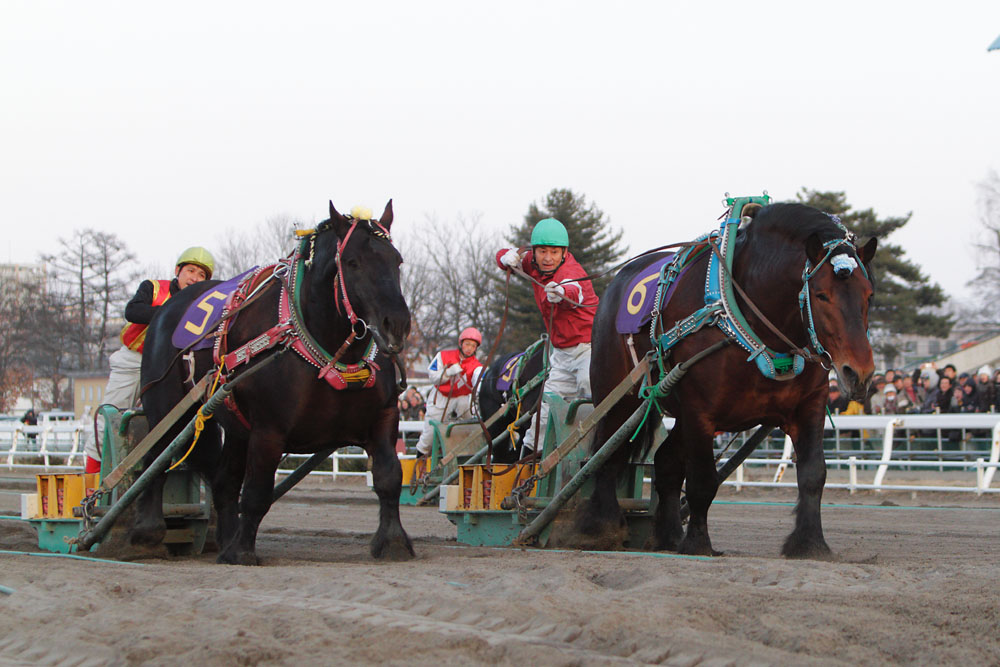
ばんえい記念・ゴール前での競り合い（2010年）

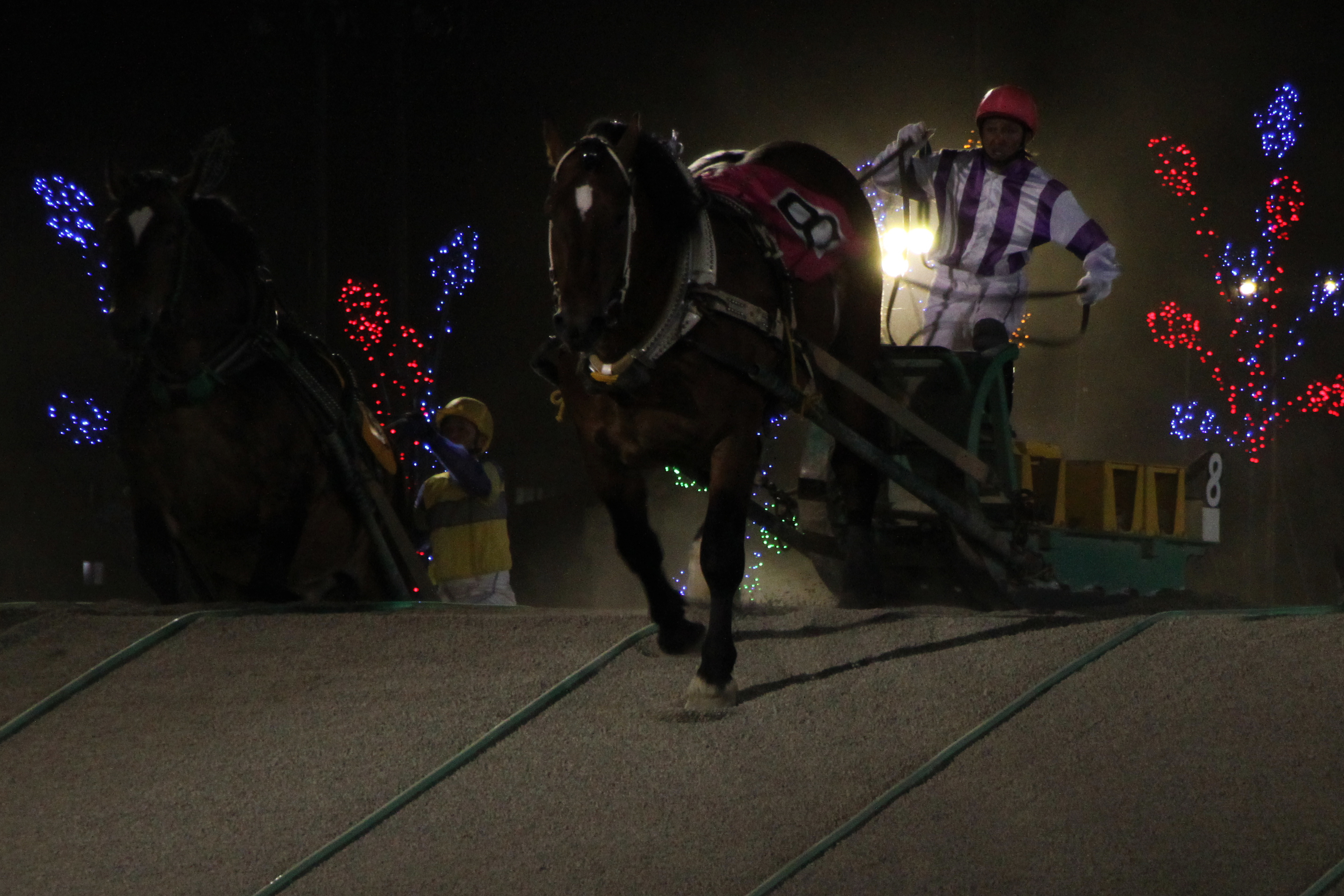
ばんえい十勝ナイトレースの様子

ばんえい競走（ばんえいきょうそう）とは、競走馬がそりをひきながら力や速さなどを争う競馬の競走である。「曳き馬」と呼ばれる事もある。
現在、日本国内の公営競技（地方競馬）としては北海道帯広市が主催する「ばんえい競馬（ばんえい十勝）」のみが行われており、世界的にみても唯一となる形態の競馬である。本項目では、主に地方競馬としての「ばんえい競馬」について記述する。
「ばんえい」の漢字表記は「輓曳」であるが、現行競技における公式の表記は平仮名とされるため、ここでも平仮名を主として用いる。

## 概要
ばんえい競走では一般的な平地競走で使用されているサラブレッド系種などの「軽種馬」や北海道和種の「どさんこ」は使われず、古くから主に農耕馬などとして利用されてきた体重約800-1200kg前後の「ばんえい馬（重種馬。「ばん馬」ともいう）」が、騎手と重量物を積載した鉄製のそりを曳き、2箇所の障害（台形状の小さな山）が設置された直線200メートルのセパレートコースで力と速さ、および持久力や騎手のテクニックを競う。
このレースは農民たちが北海道開拓で活躍した農耕馬に乗り競い合うお祭りとして楽しんでいたものがシステム化され現在の形に発展したものであり、すでに30年以上の歴史をもつ。
帯広市が主催する地方競馬としての「ばんえい競馬」のほか、一部地域では「草ばんば」（後述）も行われるなど北海道が生み出した独自の馬文化として定着しており、それらを含めた「北海道の馬文化」が北海道遺産に選定されたほか、映画「雪に願うこと」やテレビドラマ「大地のファンファーレ」（NHK札幌放送局・帯広放送局制作）など、映画やドラマの題材にも幾度か取り上げられている。2006年までばんえい競馬を開催していた岩見沢市では、岩見沢駅（3・4番ホーム）にそりを曳く「ばんばの像」が設置されている。

### 公営競技としてのばんえい競走
ばんえい競馬も地方競馬の一つであるが、使用する競走馬の品種や競走の性質が全く異なるため、平地競走と障害競走にみられるような中央競馬や他の地方競馬、また外国競馬との人馬交流競走は行われていない。また、地方競馬全国協会（NAR）による競走馬の表彰などについても、NARグランプリにおいて各部門賞のひとつとして『ばんえい最優秀馬』の部門が設けられている。年度代表馬は各部門賞受賞馬から選出 するため、他地区所属の平地競走馬と同様に選出される可能性があるほか、調教師や騎手などの表彰も平地と区別なく選定される。なお、NARにおける騎手や調教師の全国リーディング集計も、騎手・調教師の成績を他の地方競馬（平地）と区別せず、同列で集計している。
競走での人馬交流はないものの、ばんえい競馬の所属騎手がばんえい競馬のPR活動を行う為、業務として平地競走の競馬場に赴き、現役のばんえい競走馬と競走で使用されるそりを運び込み、平地のダートコースなどを使用してデモンストレーションを目的とした模擬競走を行う場合がある。このような模擬競走は1973年に大井競馬場 で初開催され、その後も1978年に宇都宮競馬場（現在は廃止） で、1983年には水沢競馬場 で開催。近年では1991年に船橋競馬場 で開催されたほか、2001年にはフランス で、2008年には川崎競馬場で実施された。また、2007年から日本中央競馬会（JRA）所属騎手との交流イベントとして「JRAジョッキーDay」を開催している。JRAの現役騎手が帯広競馬場に来場しトークショーなどのイベントを行うほか、ばんえい所属騎手とペアを組んでのエキシビションレースも行っている（詳細は当該記事を参照）。
2006年度までは帯広競馬場のほか旭川競馬場・岩見沢競馬場・北見競馬場を含めた4か所を巡回しながら開催してきた（後述）が、2007年度より「馬の一発逆転ライブショー・ばんえい十勝」をキャッチフレーズとして、全日程を帯広競馬場で開催している。あわせて、夏季としては初めての本格的なナイター競走「ばんえい十勝ナイトレース」も開始した。ナイトレース期間中は最終競走の発走時刻を昼間開催時よりも2時間半程度繰り下げ、日没前後からは走路沿いに新設したイルミネーションも点灯させてナイター気分を盛り上げている。なお、ナイター期間以外の一部開催日は昼間開催時よりも1時間半程度繰り下げた薄暮開催とする場合もある。
1994年秋より比較的積雪量が少ない帯広競馬場で馬場にヒーティング設備を敷設し、冬季でも馬場が凍結することなく競走が行えるようになった。これにより、従来は11月で終了していた開催期間を延長することが可能になった。2005年度からは長期の休催期間を設けない事実上の通年開催となり（現在は3月下旬に閉幕後、次年度の開幕まで3週間程度休催）、北海道で唯一冬季も開催を行う公営競技となっている。
通常、ばんえい競馬は昼間・薄暮・ナイター開催ともに土曜から月曜、ホッカイドウ競馬は全日程ナイター開催で火曜から木曜に開催するローテーションが組まれており、一部を除いて両者の開催日程が重なることがないため、道内では多くの場外発売所で両者の相互場外発売が行われている。詳細は「場外発売所」の節を参照。

#### 新馬券の導入
- 2010年1月8日：5重勝単勝式投票券「OddsPark LOTO」を発売開始。
- 2011年8月5日：3連単・3連複を発売開始（他地区場外発売。ばんえい帯広競馬での発売は8月6日より）[7]。
- 2012年12月15日：7重勝単勝式投票券「OddsPark LOTO」を発売開始[8]。

#### 存廃についての動き
2006年度までは帯広競馬場のほか、北見競馬場・岩見沢競馬場・旭川競馬場の4箇所を巡回して開催していた。1997年までは北見を除く3場で平地競走（ホッカイドウ競馬）が併催されていたが、1998年以降は旭川のみがばんえい・平地の併催となっていた。
2006年度は史上初めて帯広で開幕し、上記4場で順次開催されたが、売上の減少による累積赤字の増大から旭川市・北見市・岩見沢市が2006年度限りでの撤退を表明、残る帯広市も負担が大きすぎるとして単独での開催継続に難色を示したことから、ばんえい競馬の廃止が濃厚と見られていたが、ファンらの嘆願や寄付の申し出に加え、2006年12月13日にはソフトバンク子会社のソフトバンク・プレイヤーズ（現・SBプレイヤーズ）が帯広市の単独開催に対する支援を申し出たことから、2007年度より帯広市が単独で開催を継続することが決定した。これについて農林水産大臣・松岡利勝（当時）は「喜ばしいことだ。正式に要請があれば、スムーズに処理できるようにするし、できる限り支援したい」と述べていた。
これに伴い、ばんえい競馬の運営実務を担ってきた一部事務組合「北海道市営競馬組合」は解散し、2007年2月1日に一部業務を受託する運営会社「オッズパーク・ばんえい・マネジメント株式会社（OPBM）」が設立された。また、帯広市はファンなど個人・法人からの寄付もあわせて受け付け、「ばんえい競馬振興基金」を開設、個人・法人からの寄付も毎年のように寄せられている。特に楽天は、子会社の楽天競馬が地方競馬のインターネット発売を請け負っていることもあり、寄付金のほか売上額から一定割合を積み立て、ばん馬の飼料用としてニンジンや牧草ロールを寄贈している。
2007年度は黒字を計上したが、2008年度の総売上は約115.5億円で前年より約10%余り減少し、当初予算比も97.2%となったほか、入場者数も前年より約6万人減少した。運営安定化の基金も使い果たし、存続は正念場を迎えていく。
2009年度の総売上は約107.2億円で前年比約7%減となった。総入場者も約20万人で、引き続き前年割れとなった。
2010年度の開催にあたり、OPBMは年度途中の撤退もありえるとしていたが、結局2011年度の開催についても12月15日に帯広市と大筋で合意し、今後5年間程度の中間戦略についても両者が協議することで一致した。2011年1月28日には開催日程を発表している。2010年度の売上は約105.6億円で、売上の下げ止まり傾向は見えてきた。
2011年度の総売上は103億6400万円余りで対前年比約2%減、総入場者数も24万5000人余りで前年比約0.7%減となった。
2012年度の開催業務の委託契約についてはOPBMと帯広市で協議してきたが、委託料の固定化や競争入札方式の導入を求めたOPBMと折り合わず、2012年度はOPBMと委託契約を更新しないことを決定した。運営は帯広市が主体となり、業務の一部は旭川北彩都場外発売所（レラ・スポット北彩都）を運営しているコンピューター・ビジネス（旭川市）に委託することで内定した。ただし、帯広市は「OPBMとは今後も良好な関係を維持していきたい」としている。
また2012年度以降の収支見通しについて、市民検討委員会の提言を基に策定した「ばんえい競馬運営ビジョン」を2012年2月18日に発表。2012年度は収支均衡、2013年度は100万円の黒字、2014年度は1600万円の黒字を見込んでいる。観光振興や外国人客の誘致に注力するほか、主な増収策として以下の施策をあげている。
- 帯広競馬場に、新たな有料席を設置
- 7重勝式馬券の導入（実施済）
- 日本中央競馬会（JRA）の在宅投票システムを利用したばんえい競馬の勝馬投票券（馬券）発売（実施のめど立たず）
- 場外発売所の新設（琴似駅前・深川）
- 南関東公営競馬の場外発売日数を増加
- ばんえい競馬におけるJRA馬券の場外発売（2013年6月8日より開始）

2012年度の売得金総額は約104億9458万円（前年度比：1.26%増）、入場者数も25万4081人（前年度比：3.38%増）で、帯広市による単独開催となってから初めて前年度を上回った。
2014年2月には2015年度以降の収支見通しを発表。売得金は最大108億円（2015年度）を見込み、収支も2015年度は1100万円、2016年度は200万円の黒字とし、向こう3年間は収支均衡以上が確保できるとしている。同年4月には2013年度の開催成績が発表され、売得金総額は116億5383万3700円（前年度比：11.2%増）、総入場人員は26万8693人（前年度比：5.8%増）でともに前年度を上回った。さらに帯広市が同年6月に公表した2013年度の決算でも、帯広単独開催となってから最大となる約9900万円の黒字を計上した。
上記のほか、既に導入済の5重勝単勝式・7重勝単勝式・三連勝単式・三連勝複式馬券、道外での場外発売の拡充、競馬場内の商業施設「とかちむら」の集客や中央競馬の場外発売により入場者数は上向いており、存続に向けた努力が続いている。しかしインターネット投票が好調な反面、帯広競馬場での発売額が伸び悩んでおり、情勢は引き続き予断を許さない。
賞金は、苦しい経営状況を反映して減額され続けていたが、売上の好転にともない少しずつ増額されるようになった。しかし、今なお全国でも最低の水準が続いており、2019年12月現在、一般競走の1着最低賞金は13万円、1着 - 3着までの賞金総額は17万7000円となっている。
2020年度は新型コロナウイルス感染症の拡大に伴う外出自粛の影響もあり、インターネット投票が好調で、発売額は史上最高の483億5278万円（前年比55.5％増）となった。それまでの最高額は1991年度の322億9248万円であり、大幅な記録更新となった。
帯広市ばんえい競馬会計の2020年度決算では、初めて剰余金の一部（2452万円）を一般会計に繰り出したほか、2021年度決算でも1552万円を繰り出すなど、帯広市の財政にも貢献するまでになった。一方で、コロナ禍の外出自粛や制限が撤廃された後の需要予測が見通せないことから、帯広市ではさまざまなイベントを催すなど、話題作りに注力している。

### 草競馬・祭典競馬としてのばんえい競走、人間ばん馬
北海道や東北地方の一部地域では、主に地域の祭典などで「輓馬競技（ばんばきょうぎ）」が開催されている（「輓馬大会」「馬力大会」「草ばんば」とも呼ばれる）。これらは「輓曳（ばんえい）」「輓馬（ばんば）」と略されることも多い。重量物を積載したそりを曳く競走形態は、公営競技とほぼ同様である。現存する「草ばんば」としては音更町で1908年（明治41年）より開催されているものが道内最古とされている（当初は平地競走。ばんえい競走になったのは終戦後）。
輓馬（ひきうま、ばんば）と呼ばれる競走馬の操縦方式には、そりに乗った騎手1人で操る方式（公営競技と同じ）と、そりに乗った騎手と競走馬の口を引く伴走者（助手）の2人で操る方式がある。公営競技では騎手がそりの上に立って操縦する（後述）が、輓馬競技では騎手がそりに座って操縦することもある。
また、複数の人間がチームを組んで自らそりを曳く「人間ばん馬」も存在し、置戸町で毎年6月ごろに行われている「人間ばん馬大会」のほか、帯広競馬場でもばんえい本走路を使用して行う「ワールド人間ばん馬チャンピオンシップ」が10月ごろに行われている。
公営競技としては使用しない品種でも、ポニーなどによるイベントレースとしてのばん馬競走が行われることもある。

## 公営競技を開催する競馬場

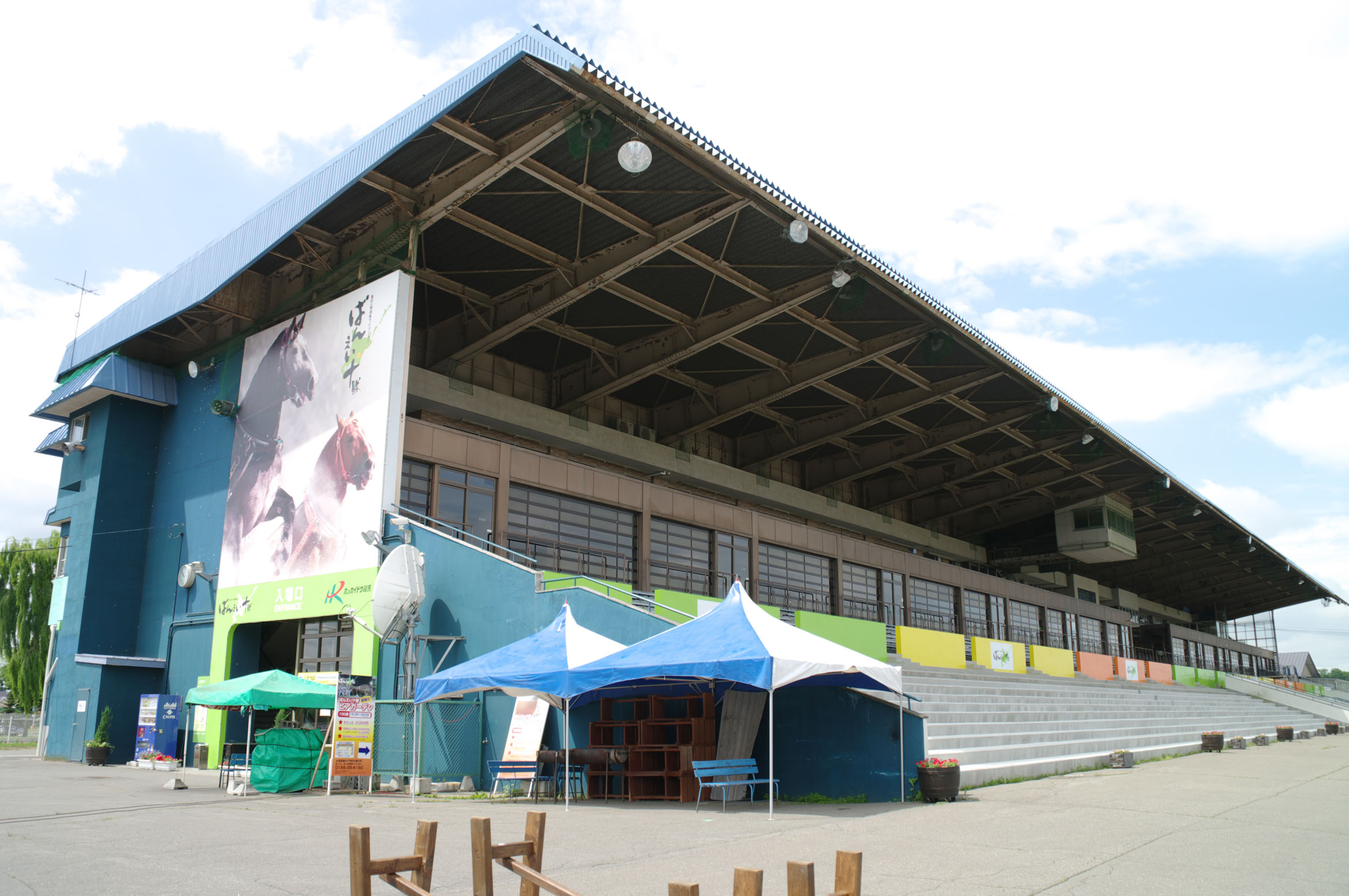
帯広競馬場

- 帯広競馬場：1949年より開催している。1997年まではホッカイドウ競馬を併催していた。2007年6月よりナイター競走を開始[4]。

### 過去に公営競技を開催していた競馬場
いずれも、現在は廃止されている。
- 岩見沢競馬場：1947年 - 2006年まで開催。2006年休止。
- 旭川競馬場：1947年 - 2006年まで開催。2008年休止。
- 北見競馬場：1953年 - 2006年まで開催。2006年開催休止、2009年6月で場外発売も終了。

## 歴史
ばんえい競馬の起源は木材を運び出していた馬の力比べとされており、北海道開拓期より各地で余興や催事として行われていた。当初は2頭の馬に丸太を結びつけ、互いに引っ張りあっていたという。
明治時代末期頃から荷物を載せたそりを曳かせる現行の競走方式が登場したとされ、確認できる最古の競走は1915年（大正4年）9月16日に函館区外で十郡畜産共進会の余興として行われた「挽馬実力競争」である。競馬場内の広場に長さ40間（約73m）の平坦コースを設け、雪ゾリに一俵16貫（60kg）の土俵（つちだわら）を3 - 14俵集め、これを重しとして競走を行っていた。その後も大正時代末期に亀田八幡宮（渡島国亀田郡亀田村）の境内や五稜郭公園の敷地内で行われたのをはじめ、全道各地で同様の競走が行われていた。

### 公営競技としての歴史
太平洋戦争後の1946年、地方競馬法施行規則第9条により、競走の種類は駈歩（平地競走）、速歩（速歩競走）、障害（障害競走）、輓曳（ばんえい競走）の4種類と定められたことを受け、ばんえい競走が公式競技となった。ばんえい競走が採用された背景には、戦時中に軍馬として徴用された農用馬が戻ってこなかったため、農村部で農用馬が不足していたことに加え当時の食料不足も重なり、馬の増産が急務であったことが挙げられる。
翌1947年10月16日には北海道馬匹組合連合会（馬連）によるばんえい競走が旭川競馬場において実施され、公式競技として初のばんえい競走が行われた。
1948年に施行された（新）競馬法により、地方競馬の主催は都道府県もしくは競馬場が存在する市区町村に限られることとなったものの、この年は前年の興行不振などを理由に休催。1949年から「道営競馬（現・ホッカイドウ競馬）」により、ばんえい競走が旭川と帯広で再開された。道営は当初、ばんえい競走の他に平地競走・速歩競走も行っていたが、道営でのばんえい競走は1966年に廃止された。
1953年には、市内に競馬場が所在する旭川市・岩見沢市・帯広市・北見市の4市による「市営競馬」が発足。市営も当初は平地とばんえいを行っていたが、1962年にばんえい競走へ一本化した。こうして1970年以降は道営競馬が平地競走のみ、市営競馬がばんえい競走のみを開催する運営形態となり、現在に至っている。
市営競馬は当初、4市が所在する各競馬場において個別に開催していたが、1968年に「北海道市営競馬協議会」が発足、1989年には一部事務組合として改組された「北海道市営競馬組合」が開催を引き継いだが、2006年度限りで帯広を除く3市が撤退（前述）したため組合は解散し、現在は帯広市による単独開催となっている。
道外でも、青森競馬場で法に基いたばんえい競走を行っていたが、青森競馬場が1951年に廃止されたため、道外での公営競技によるばんえい競走は短命に終わった。
かつてのばんえい走路はU字型（馬蹄型）のオープンコースで、最大出走可能頭数（フルゲート）も現在に比べ多かった。1963年に旭川が現在の直線セパレートコースを導入すると、5年後に岩見沢・帯広・北見も追従している。また障害もかつては3つあったが、1974年より現行の2つになった。なお、草ばんばではレース後のそりの移動を容易にするため、現在でもU字形のコース形態が残っているところもある。

### 年表
- 1947年（昭和22年） - 北海道馬匹組合連合会（馬連）によるばんえい競走を旭川競馬場で開催、公式競技としてのばんえい競走が誕生。
- 1949年（昭和24年） - 道営旭川・帯広競馬でばんえい競走を開始。
- 1953年（昭和28年） - 旭川・帯広・北見・岩見沢の4市による市営競馬が発足、平地とばんえいを開催[29]。
- 1957年（昭和32年） - 8月の市営北見（平地）競馬で、馬不足によりばんえい競走を1日2レース編成する混成競走を実施[29]。
- 1963年（昭和38年）
  - 前年に設立された地方競馬全国協会（地全協）による、初の騎手免許試験を実施。373名が受験し、346名が合格[29]。
  - 旭川のばんえいコースを直線に変更[29]。
- 1964年（昭和39年） - 体型別だった格付区分を体重別に変更[29]。
- 1966年（昭和41年） - 道営のばんえい競走が終了[29]。
- 1968年（昭和43年）
  - 北海道市営競馬協議会設立（初代会長は五十嵐広三）[29]。
  - 帯広・北見・岩見沢が直線コースに変更[29]。
- 1969年（昭和44年）
  - 帯広・北見・岩見沢で対面着順写真判定を採用[29]。
  - VTRパトロールを採用。
  - 馬齢による出走制限（13歳まで）を導入[29]。
- 1970年（昭和45年） - 格付区分を「甲・乙・丙・丁・A丁・B」から「A・B・C・D」に改正[29]。
- 1971年（昭和46年）
  - 鉄製そり・引木・グラスファイバー製かじ棒を採用[29]。
  - スターティングゲートを設置[29]。
- 1973年（昭和48年）
  - 大井競馬場にて「ばんえいアトラクション」を開催[29]。
  - 体重制格付区分を収得賞金制に改める[29]。
- 1974年（昭和49年） - 帯広・北見・岩見沢で第2障害を廃止[29]。以後、障害数は現行の2つとなる。
- 1978年（昭和53年） - 調騎分離を実施、調教騎手と騎乗騎手の兼業を禁止[29]。
- 1982年（昭和57年） - 第4回・第5回北見競馬を帯広競馬場で場外発売（初の場間場外発売）[29]。
- 1989年（平成元年） - 北海道市営競馬協議会を改組、一部事務組合「北海道市営競馬組合」が発足[29]。
- 1994年（平成6年） - 帯広競馬場にヒーティング設備を設置[30]。
- 2006年（平成18年） - 旭川・北見・岩見沢でのばんえい競馬開催を終了。
- 2007年（平成19年） - 北海道市営競馬組合が解散、帯広市による単独開催となる。

## ばんえい競走馬

### 歴史
当初は軍馬として取引され馬産の中心であった中間種のアングロノルマン（アノ）や、産業馬としての需要が強かった重種馬のペルシュロン（ペル）が多く用いられた。戦前に輸入された種牡馬のうち、1910年に導入されたイレネーの子孫が大いに繁栄し、「ばん馬の父」とも称されている。戦後は馬産復興期にフランスからブルトン（ブル）が導入され、その中でも種牡馬グウラントンとペルシュロン繁殖牝馬の産駒が非常に優秀であったことから、戦後のアングロノルマンの衰退とともに、ペルシュロンとブルトンの混血が進んだ。
戦後、復興から高度成長期にかけてモータリゼーションの進展とともに産業馬としての需要がなくなり、生産頭数は激減した。1974年には、ばん馬の改良用としてベルジャン（ベルジアンとも）種の馬が輸入される。橋本善吉 がアメリカ合衆国から日本に輸入したマルゼンストロングホースや、他にジアンデュマレイといったベルジャン種牡馬の産駒が、従来のペルシュロン種・ブルトン種よりもはるかに大型でかつ軽快な脚捌きをみせ、さらに産駒の仕上がりが早く大活躍したことからさらに混血が進む。
現在は「半血」「日本輓系種（日輓）」と称される前記3種の異種混血馬やそれらと在来種の混血馬が大半を占めており、純血種の馬はごくわずかになっている。なお混血種は、従来はすべて「半血種」と称していたものの、2003年度以降の生産馬については、純系種同士の配合によって生まれた雑種を一代に限り「半血種」とし、このほかは「日本輓系種」と呼称している。また、便宜上ばんえい競走に使用する馬を総称して「ばんえい種」と呼称することがある。
道内でも主産地が胆振・日高管内に集中している軽種馬とは異なり、ばんえい馬の産地は道内各地に広く分布している。ばんえい競馬ではこれを生かし、産地別選抜競走「ばんえい甲子園」も行っている。

### ばんえい種
- 純血種
  - ペルシュロン[33] - ペルシュロンはフランス北西部のノルマンディー、ペルシュ地方が原産の品種で、名前の由来は原産地であるペルシュから付けられた。起源は8世紀、フランス原産の重種にアラブ種など東洋原産の馬が交配され成立したと言われている。性格は大人しくて毛色は芦毛や青毛などが多く、体型は脚が短く胴が太い。ペルシュロンはその大きな体格を生かし、昔は軍馬や馬車用、農用、重砲兵用などに使われた。
  - ブルトン（英語版）[33] - ブルトンはフランスのブルターニュ地方原産。ブルターニュ地方の在来馬にペルシュロン、ブーロンネ、アルデンネなどを交配した品種。特徴は強力な筋肉と、短い頸と太くてたくましい胴である。以前は４タイプのブルトン種が存在したが、現在では２つのタイプ(ポスティエ・ブルトン（Postier Breton）とトレ・ブルトン（Trait Breton）)が公認されている。日本には明治以降に多く輸入され、産業馬の品種改良に使われた。
  - ベルジャン（英語版）[33]（「ベルジアン」とも[31][34]） - ベルジャンはベルギーのブラバンド地方が原産の品種で、古くから原産地であるベルギーで飼育されており、他の品種との混血が少ないため、個体差としての体格の差はそれほどない。ただ、改良などのために混血が進んだ馬に関しては体高が他と比べて大きくなる場合もある。特徴は頭部は短く、太い頸を持ち、背中は短めである。また、前後躯はガッチリとした作りになっていて、毛色は栗毛や糟毛が多く見られる。
  - 日本馬事協会の「種馬登録規程事務細則」では、「輓系馬」という分類における純血種として、上記3種を含む8種が指定されている[34]。
- 半血種 - 純血種（上記3品種など）同士の混血[35]
- 日本輓系種 - 半血（またはそれ以外のばんえい種等）との混血[35]。かつては「半血」と表記していたが、2003年4月以降の登録において呼称が変更された[36]。「日輓」と略される場合もある

このほか、かつては「………系」（「………」には純血種の品種名が入る。当該純血種の血量が75%以上の場合）という表記も存在したものの、これも2003年4月以降の登録においては日本輓系種と扱われる。

### 農用（輓系）馬の生産
農用（輓系）馬の生産は1955年以後、トラックや耕耘機などの普及に伴い飼育頭数が激減。その後、馬肉（いわゆる桜肉）の需要が堅調に推移したことにより、生産頭数は1983年（7399頭）・1994年（8097頭）に改めてピークを迎えるものの、その後再び生産頭数が大幅に減少し、2004年は3163頭まで落ち込んでいる。
地域別の分布をみると、2005年度の生産頭数2655頭のうち、十勝管内で761頭（28%）、釧路管内で652頭（25%）、根室管内で300頭（11%）と、酪農の盛んな道東の太平洋側で6割半ばが生産されている。次いで網走管内184頭、上川管内139頭、檜山管内111頭などの順になっている。北海道以外では岩手県の81頭、熊本県の70頭などが多く、桜肉の飼養・生産が盛んな九州での生産頭数は、すべてを合わせても104頭にとどまる。
生産農家の形態は、おおまかに分類すると以下の3通りに分けられる。
1頭飼養農家
酪農専業農家が1頭だけ農用馬を飼養する形態である。機械化以前はどの農家でも運搬と農耕の手段として馬を飼養していたため、その名残から1頭飼養する農家は非常に多い。これは、乳牛に比べて農用馬に掛かる手間が非常に少なく、かつ乳牛に与えるに耐えない品質となって収穫できない繊維質の多い2番草を与えても問題ないことから牧草地を有効に活用でき、さらに乳牛に比べて取引価格が非常に高く現金化の道が早い、などの利点があるためである。これらの馬はばんえい競馬の競走馬を目指して生産されることはなく、1歳市場での売却を目的に生産されており、馬産農家からよほどの評価を受けない限り、当歳秋市場または1歳市場に出される。
第2種兼業的飼養農家
酪農を中心としながら数頭の繁殖牝馬を飼養し、ばんえい競馬の競走馬生産を目論みながら生産しているが、競走馬生産のための大きなリスクを取ることはほとんどない。
専業または第1種兼業的飼養農家
ばんえい競馬の競走馬生産を主目的に農用馬を生産しており、手間の掛かる酪農を兼業する農家はほとんどない。
公益社団法人日本馬事協会の資料によると、2004年の生産馬3163頭のうち、戦前の日本三大市場（釧路大楽毛・根室厚床・十勝帯広）の流れをくむ十勝・釧路・根室管内で、当歳市場662頭、1歳市場990頭の取引が成立した。2006年に馬名登録された2歳馬は430頭である。なお、この統計上に現れない馬の多くは、十勝・釧路・根室管内以外の生産馬か、あるいは自家生産した牝馬をそのまま繁殖牝馬として飼養しているケースのいずれかと考えられる。
農用（輓系）馬生産農家のお祭りとして行われる「草ばんば」には、繁殖に入った自家飼養馬のほか、現役の競走馬や、競走馬を目指す1歳馬も多数集まる。1歳馬が草ばんばに大挙出走するのは競走能力を見極めるシステムが少ないためで、軽種馬ではみられない特徴でもある。
草ばんばでの負担重量はおおむね330-350キロ。各地の草ばんばで優秀な成績を収めた1歳馬は、毎年10月中旬にばんえい競馬の競馬場（現在は帯広競馬場のみ）で行われる「祭典ばんば1歳馬決勝大会」に出走し、ここでの成績が大きな参考資料となることから、競走馬としてデビューする前に大がかりに能力を判定できるシステムとして機能している。

### デビューから引退まで

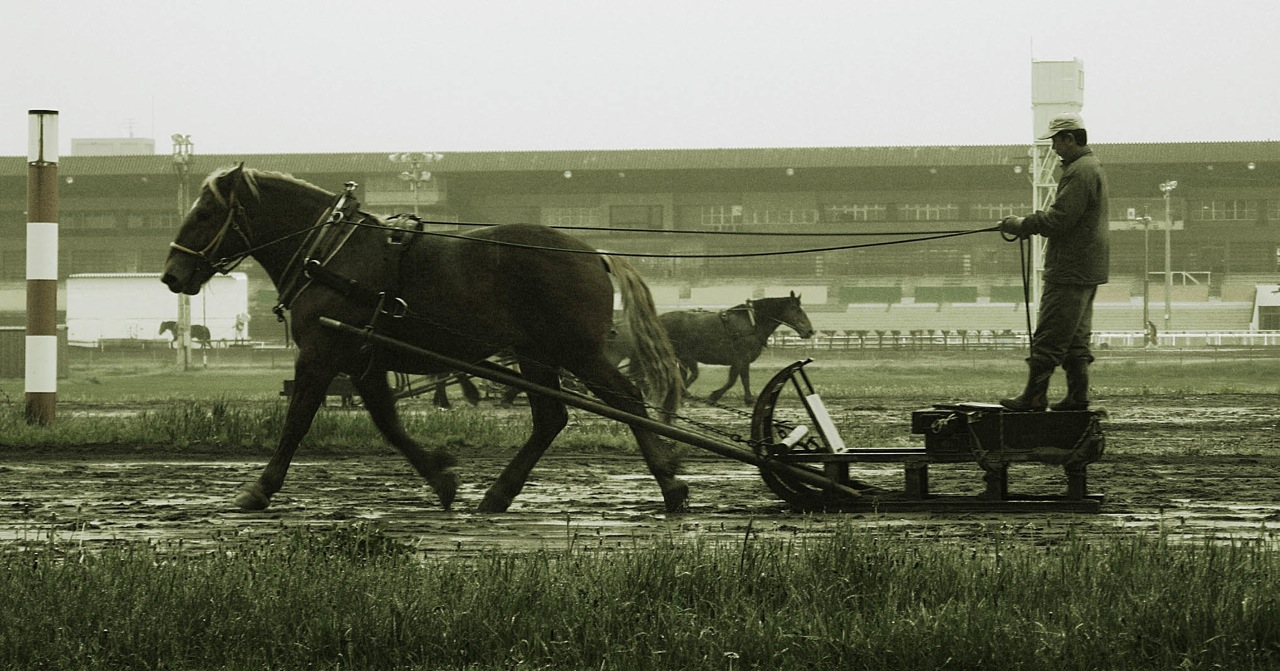
早朝に行われる調教の様子

ばんえい競馬の競走馬は2歳からデビューする。「2歳新馬戦」は行われるが「2歳未勝利戦」はなく、代わりに「2歳未受賞」競走（収得賞金がない馬が対象）が行われる。2歳のシーズン途中からは収得賞金に応じて格付けされる（後述）。
日常の調教は、夜明け前後から本走路の裏側にある練習用走路を使用して行われている。調教の様子は、事前予約による有料の「朝調教見学ツアー」で見学することも可能。
デビュー前の2歳新馬や、デビュー後も成績が不振な馬には「能力検査」（能検、専門紙では「能力試験（能試）」とも呼ばれる）が義務付けられ、これに合格しなければレースに出走できない。とくに2歳新馬の能検は2003年まで定員制をとっていたため、約1/3-1/6しか合格できない狭き門で、見守る生産者や馬主、調教師など関係者の声援も熱気に満ちていた。2004年以降は農用馬の生産頭数の激減にともない基準タイム制に移行し、合格基準も大幅に緩和され8割程度の馬が合格できるようになった。なお、不合格馬は一部が各地で観光馬車を曳いたり農耕馬として転出する場合もあるが、多くは能力検査後ただちに競りが行われ、食肉用に転用される。
出走間隔は平地の競走馬に比べ短く、概ね1か月あたり2戦-4戦することが多い。重い荷物を曳く性質上高重量戦の経験や能力が重視され、一般的には6歳以降が充実期とされる。
現役の競走馬であっても、馬券の発売を伴わないイベントレースなどで出走する場合がある。前述の「JRAジョッキーDAY」におけるエキシビションレースのほか、一般のファンやちびっこをそりに乗せたレースも行われ、現役の競走馬が出走する。いずれの場合も現役のばんえい騎手が「補助役」として一緒に騎乗し、馬の操縦を行っている。
1978年から2006年までは10歳定年制 が設けられており、10歳になった馬はその年度末（明け11歳）までに引退しなければならなかった。2007年度からは定年制が撤廃されたが、2024年度から10歳定年制が復活している。牝馬は繁殖に備えるため、10歳を待たずに引退することが多い。
全体の賞金水準が低いこともあり、生涯獲得賞金額が1億円を超えた馬はごくわずか（2025年現在8頭）しかおらず、達成馬は「1億円馬」として称えられる。近年は最高峰とされるばんえい記念だけは1着賞金が1000万円に戻されたが、それ以外は度重なる賞金の減額（売上の回復にともない徐々に増額はされているが、帯広の単独開催になる以前の状態には戻っていない）もあり、1億円達成は困難になっていたが、2025年にメムロボブサップが19年ぶりに1億円馬となった。
競走成績が優秀だった牡馬には、引退後も種牡馬（「種雄馬」とも呼ぶ）への道が開かれる。

### 生涯獲得賞金が1億円を超えた馬
記録は2024年度全日程終了時のもの。
出典：
| 馬名             | 性別 | 現役期間      | 獲得賞金額      |
| ---------------- | ---- | ------------- | --------------- |
| キンタロー       | 牡   | 1979年-1986年 | 1億1672万5000円 |
| タカラフジ       | 牡   | 1983年-1990年 | 1億349万円      |
| ヒカルテンリユウ | 牡   | 1985年-1992年 | 1億461万1000円  |
| アサギリ         | 牡   | 1987年-1994年 | 1億251万2000円  |
| マルゼンバージ   | 牡   | 1988年-1996年 | 1億751万7000円  |
| フクイチ         | 牡   | 1991年-1999年 | 1億1148万1000円 |
| スーパーペガサス | 牡   | 1998年-2006年 | 1億73万9000円   |
| メムロボブサップ | 牡   | 2018年-現役   | 1億135万7500円  |

### その他、競走馬の主な記録
| 項目           | 馬名             | 記録            | 備考                               |
| -------------- | ---------------- | --------------- | ---------------------------------- |
| 最多出走数     | コトブキライアン | 488戦           | 2002年6月1日 - 2016年3月20日       |
| 通算勝利数     | トーオクオー     | 104勝           | 1964年 - 1974年                    |
| 最多連勝数     | ホクショウマサル | 31連勝          | 2018年7月28日 - 2020年2月23日      |
| 重賞最多勝利数 | オレノココロ     | 25勝            | 2012年 - 2021年                    |
| 同一重賞連覇   | メムロボブサップ | 5連覇           | 2021年 - 2025年 ばんえいグランプリ |
| 通算獲得賞金額 | キンタロー       | 1億1672万5000円 |                                    |

### 公営競技の馬名登録
ばんえい馬の馬名には、現役の平地競走馬や過去に平地で登録されていた馬名と同名の馬が時折みられる（具体例はスーパーペガサスを参照）。これは平地と全く競走形態が異なるため一緒に走ることがないうえ、互いの血統も異なるため混乱を招きにくいことから認められている。

## 公営競技のレースと勝敗

### コース

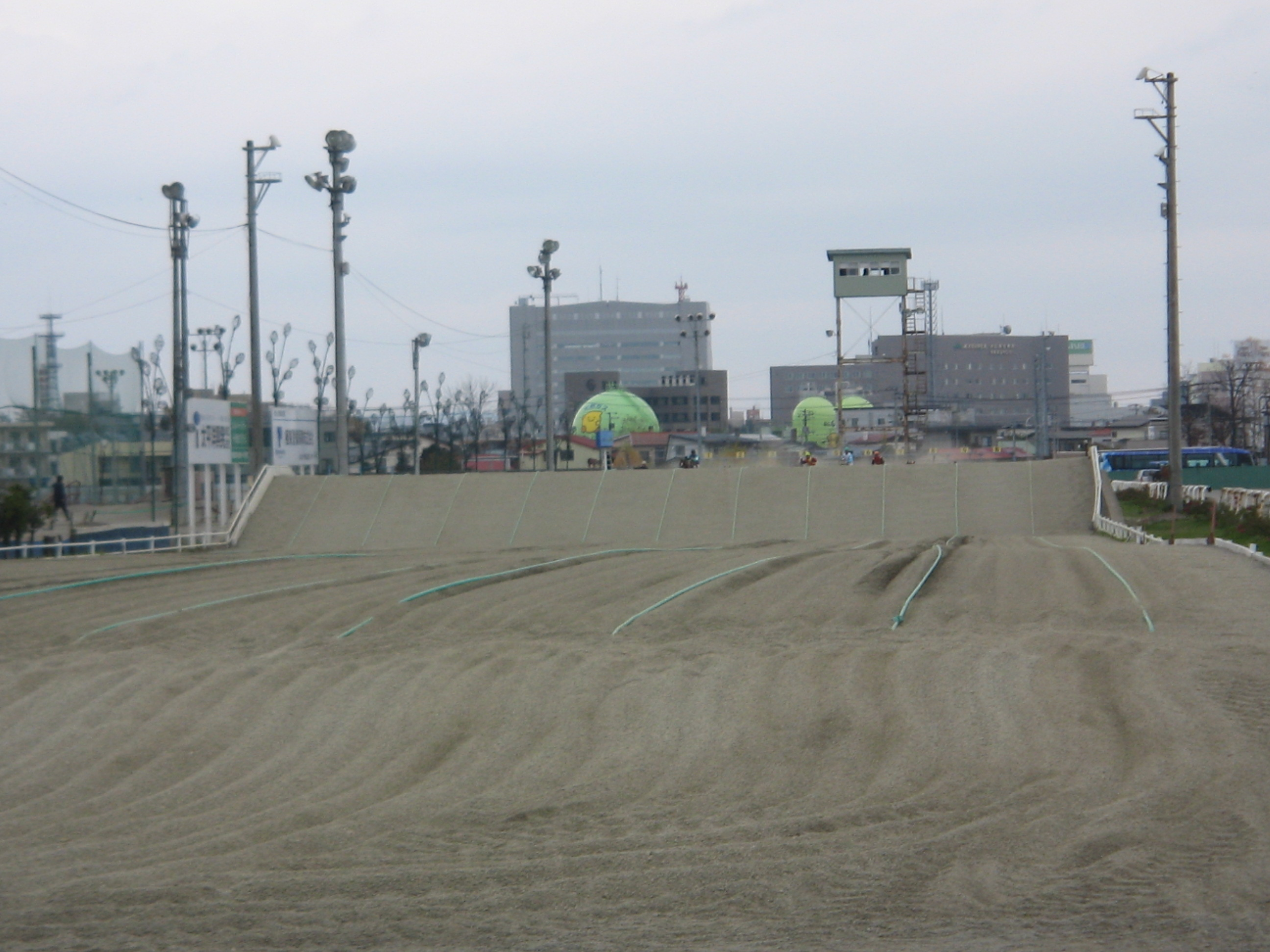
帯広競馬場のゴール側正面よりばんえい走路を望む。中央部で盛り上がっている個所が第2障害。各馬の走路を区切るロープが敷設されている

ばんえい競馬は、途中に2つの障害（台形状の山）を設けた直線200mのセパレートコースを使用し、最多のフルゲートでは10頭で争われる。各馬が最初に越える低い山を「第1障害（または1障害）」、次に越える高い山を「第2障害（または2障害）」と呼んでいる。
平地競走などにみられるハロン棒に相当するものとして、ゴール前30m地点から10m地点まで10m間隔で標識を設置している。
距離の変動がないため、スターティングゲートやスターター台はすべて固定式となっている。スターティングゲートは掲示板側から順に1コース・2コース…と割り当てられ、スタンド側が10コースとなる。幅はそりに合わせて広くとられており、開閉扉は馬の顔にあたる部分だけが開閉するため平地競走用のゲートに比べ小さめになっているほか、ゲート内には馬体幅に合わせた出っ張りも設けられている。
セパレートコースで争われるため、他馬への進路妨害などで審議となるケースはオープンコースで行う平地・障害競走に比べ少ないが、レースに不慣れな2歳馬の競走で審議となることが時折みられるほか、古馬の競走でもまれに審議となる場合がある。なお、走行妨害が認められた場合は平地と同様に降着や失格となる場合もある。

#### 枠入りの基準
2013年6月8日より砂の磨耗を均一化することを目的として、9頭以下の競走でゲート入りの基準が変更された。
- 開催前半3日間：従来どおり、1コースから順に枠入り（内詰め）
- 開催後半3日間：最外枠の馬が10コースに入るように枠入り（外詰め）

その後、2014年10月25日より以下の通り改められた。
- 開催日が奇数日（1日目・3日目・5日目）：奇数レース（第1・3・5・7・9・11競走）は内詰め、偶数レース（第2・4・6・8・10・12競走）は外詰め
- 開催日が偶数日（2日目・4日目・6日目）：奇数レースは外詰め、偶数レースは内詰め

#### 馬場
ばんえい競馬では、開門前から最終競走の概ね1時間前の間に数回馬場水分を計測し、測定時刻と馬場水分値を0.1%単位で場内や各場外、CS放送やインターネット配信などにおいて発表している。水分値は通常0.1%から9.9%までの範囲で発表されるが、積雪した場合などには10%を超える数値が発表される場合もある。日本国内ではばんえい競馬のみで行われている独自の方式である が、これは馬場の水分状態がレース展開を決定する重要な要素となるためである。
ばんえい競走は平地競走と異なり、晴天で馬場が乾いているとそりの滑りが悪くなり摩擦が増すため、タイムは遅くなる（重馬場 - おもばば）。逆に湿度との関係や、雨や雪が降って馬場が水分を含むとそりの滑りが良くなり、タイムは速くなる（軽馬場 - かるばば）。平均タイムは概ね2分前後（競走により4分-5分以上かかる場合もある）であるが、積雪などの要因で馬場が極端に軽くなると、1分を切るタイムが出ることもある。専門紙では各馬の「水分別成績」を掲載するものもある。一般的に軽馬場では逃げ馬が、重馬場では差し馬が有利とされる。
また、夏季・小雨等で馬場があまりに乾燥した場合は、馬とそりの動きにより、砂塵が舞い上がって人馬・審判・観客の視界を遮りレース運営に支障をきたす恐れがあるため、コースに散水を行う場合がある。散水する場所はスタートから第1障害前、第1障害後から20メートル、その後20メートルから第2障害前、ゴール手前から20メートルの4箇所をスタート地点からそれぞれＡ・Ｂ・Ｃ・Ｄと称し、いずれかが必要に応じて選択される（複数選択される場合もあり、スタートから第2障害まで3箇所すべて散水されるとＡＢＣ散水と表現される）。ただし散水となっても、障害を形成する山自体には散水されない。なお、砂はレースで繰り返し使用することで摩耗し、特に軽馬場となったときに極端にスピードが出やすくなるうえ、粒子が細かくなることで砂塵も舞い上がりやすくなるため、原則として1年に一度の休催期間中に入れ替えを行うほか、散水を行った場合は公式ホームページ・場内・各場外・ＣＳ放送・インターネット配信などで1レース開始前に告知される。
馬柱を掲載している出馬表や専門紙などには、過去の戦績欄に馬場水分が表示されている。また、結果を伝える翌日の新聞等では「（計測した馬場水分の）最高値-最低値」で掲載しているほか、代表値のみを掲載する新聞もある。公式の競走成績などでは、発走時刻より前で最も近い測定時刻の馬場水分値を各競走ごとに掲載している。

### 決勝判定
ゴールインはそりの最後端が決勝線を通過した時点で認められる。スタートラインもスターティングゲートの先頭ではなく、そりの最後端位置を基準に設定される。そのため、発走前のゲート後方では係員により、そりの最後端位置が一直線になっているか確認する作業を行っている。これはばんえい競馬が元来「荷物を運びきる荷役作業」に由来していること と、決勝線上で馬が止まってしまうことがあり、鼻先では決勝判定が難しい場合があるためとされている。
上記のとおり、鼻先（先端）で勝敗を決める平地競走や障害競走、及び他種公営競技（競輪・競艇・オートレース）とは異なり審判の決勝判定も難しく、かつては肉眼のみで決勝判定を行っていたことから審判に関するトラブルが絶えなかったが、1963年に導入された写真判定、1969年に導入されたVTR判定によって、判定の正確さは飛躍的に向上。このため、国内外の競馬関係者からも見学に訪れることがあるという。決勝判定写真は平地競走などと同様にスリットカメラ方式を採用している。そのため決勝線上で馬が立ち止まったりすると、馬の胴が異様に長く伸びて写る場合がある。また、スタンド側からの写真のみではそりの後端が他の馬ないしそりによって隠れることがあるため、対面にも塔を建てて撮影している。
成績は1着から最下位まですべて走破タイムが発表され、着差は平地競走のような馬身・クビ・ハナ等ではなく、秒数で発表される。また単一コースのため、レコードタイム制度も設けられていない。

#### タイムオーバー
以下の条件に該当する馬は基準タイム超過（タイムオーバー）となり、当該レースは失格となる。
重賞・特別競走
スタートから10分（3位入線馬が7分以内に入線した場合は3位入線から3分）を超えて入線した場合
一般競走
スタートから8分（3位入線馬が6分以内に入線した場合は3位入線から2分）を超えて入線した場合

### 見どころ

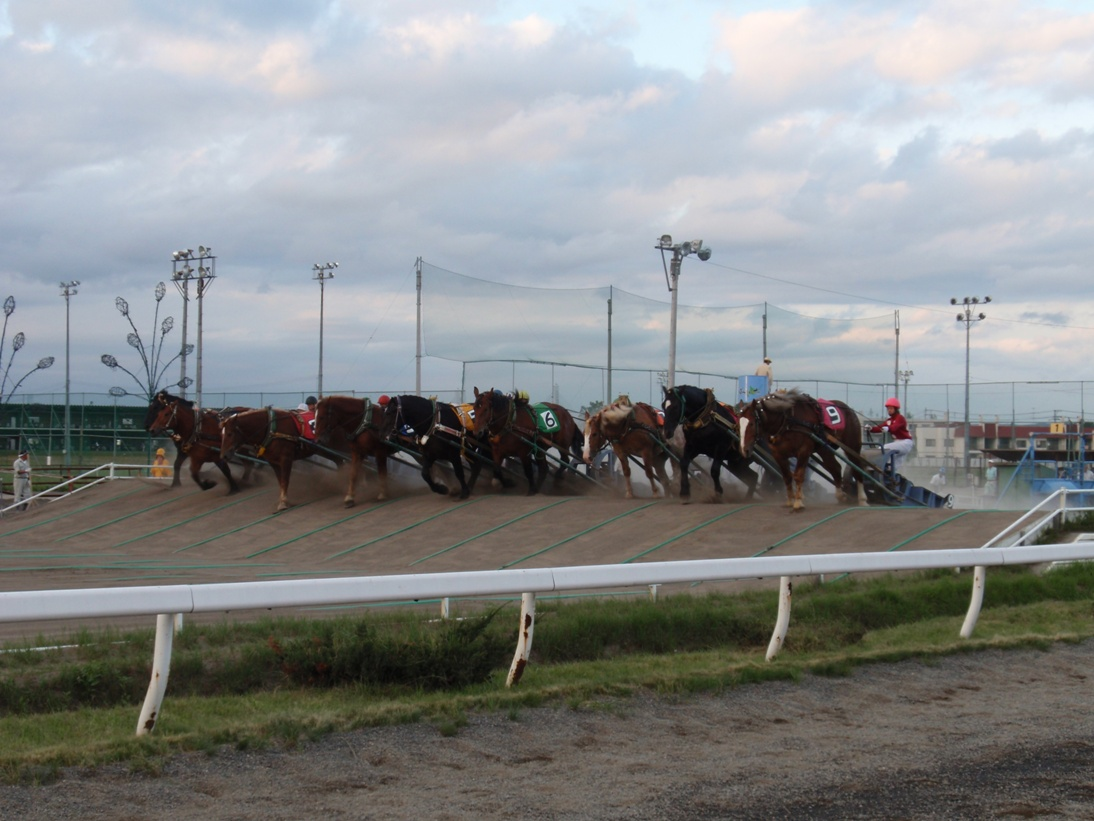
第1障害を越えてゆく競走馬（帯広競馬場）

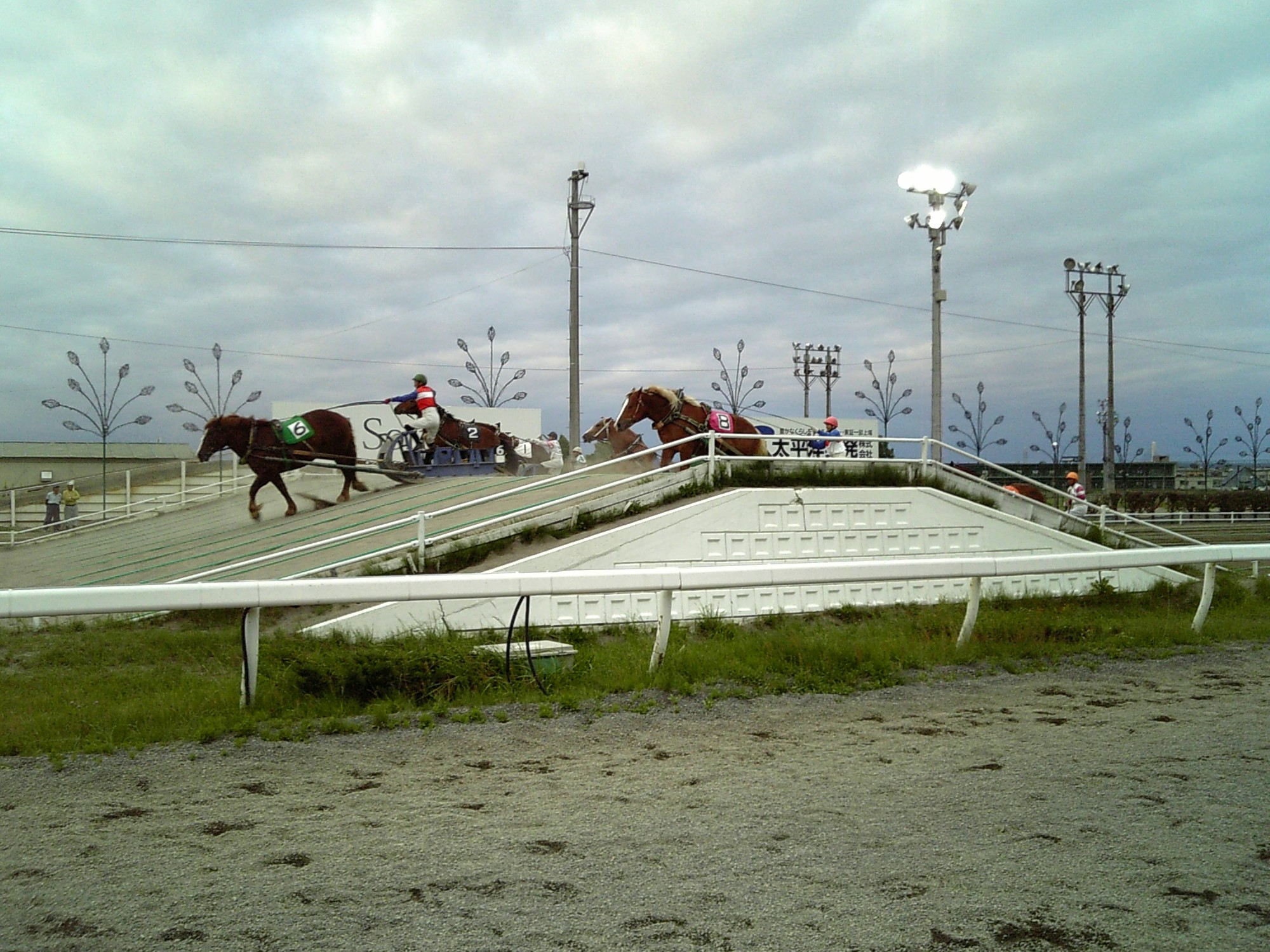
第2障害に挑む競走馬（帯広競馬場）

ばんえい競馬の一番の見せ場はレース中盤から後半にかかる第2障害であり、第2障害をいかに越えるかで勝敗の大勢が決まることも多く、レース戦略上最も重要となっている。
各馬ともスタート直後はそりを曳いたまま、概ね第1障害は難なく通過する。第1障害-第2障害間は馬のスタミナ特性や馬場状態などを鑑みた騎手間の作戦や駆け引きが繰り広げられ、手綱による指示により時折脚を止めながら、徐々に第2障害へ近づく（実況では「刻む」と表現する）。第2障害の手前まで到達後、騎手が手綱によって馬を止めてスタミナ回復を図り、息を整える（実況では「ためる」と表現する）。その後、騎手の合図により、第2障害を越えようとするが、馬の障害に対する特性や騎手の作戦、降雨・積雪などで馬場が軽くなっている場合は、第2障害前であえて馬を止めずに一気に越えていく場合もある(実況では「直行」と表現する)。また、人馬の呼吸を合わせるのと同時に、仕掛けるタイミングを巡って騎手間でも駆け引きが繰り広げられる事から、騎手にとっては最大の腕の見せ所になる。また馬によっては騎手の手綱による制止を無視して障害を登り始めてしまう(実況では「もっていかれる」と表現する)こともあり、この場合は騎手の立てた作戦が崩れることもあり、予断を許さない。
馬にとっても第2障害は一番の正念場で、障害を登り切れずに膝をつく馬や、力尽きて倒れこむ馬もいる。競走中止の事象の多くはこの第2障害で発生する(実況では「膝を折る」と表現する)。ただし、平地競馬の軽種馬と違い重種馬である故、足の骨は頑丈であるため、骨折等の予後不良につながる怪我は滅多に発生しない。
第2障害を越えた後も、ゴールまでの直線で止まってしまう馬もいる。また第2障害通過後は騎手が意図的に馬を止めることは規則上認められていないが、ゴール直前まであえて手綱で追わず、最後に残ったスタミナによる一瞬の瞬発力を活かした馬追いをした結果の逆転劇も多く、勝負の行方は最後まで予断を許さない。
その特殊な競走形態から人間が歩いても追いつく程度の速度で展開するため、ファンも馬と一緒に並走しながら観戦できるのが特徴である。これは高速で展開する平地競走や他種公営競技には見られない、ばんえい競馬の性質ならではといえる。

### 馬装具

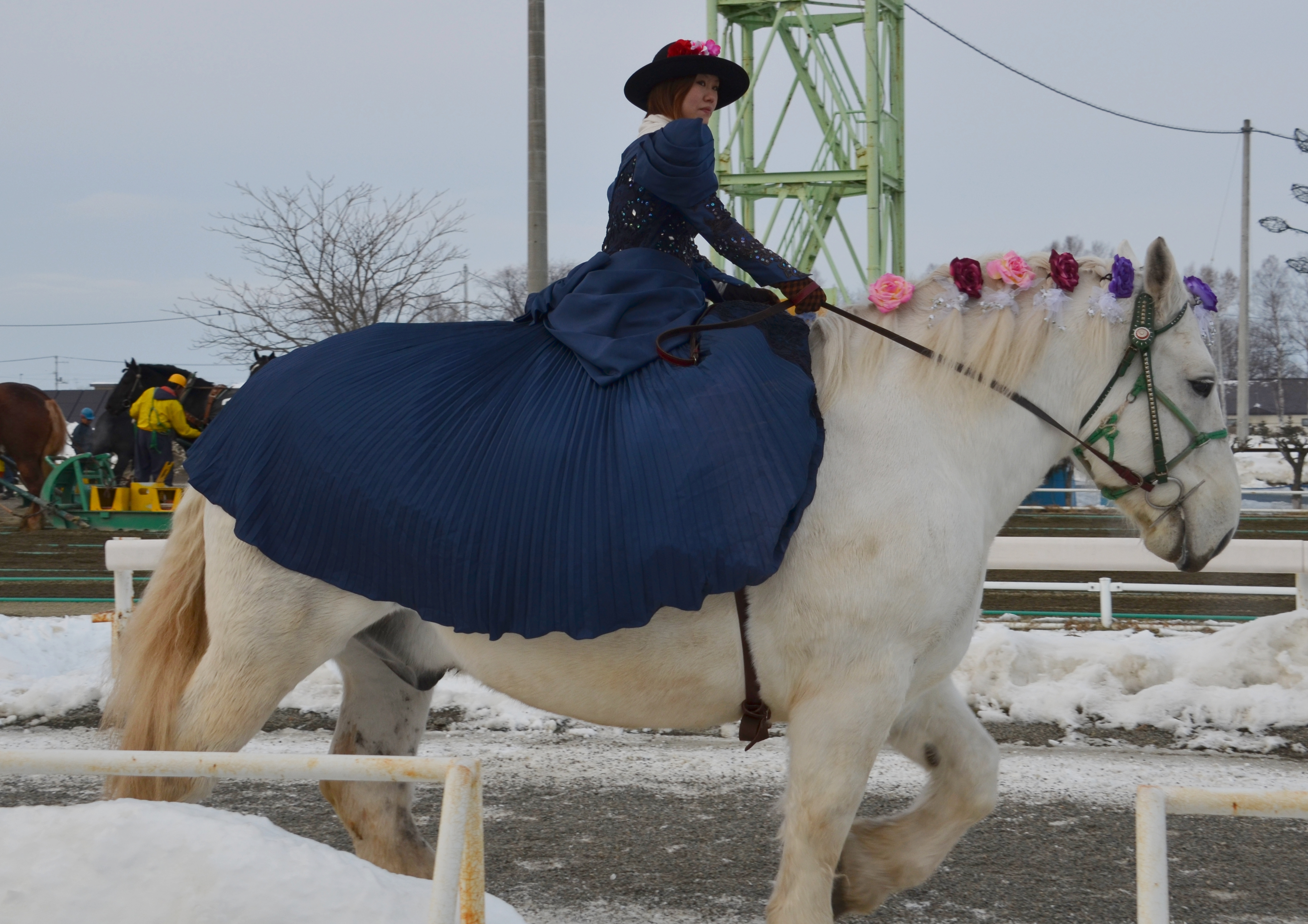
装飾を施したばん馬（誘導馬）

レースに出走する馬には、「よびだし」や「背ずり」などと呼ばれる独特の装具が各馬に合わせて作られ、出走時に装着される。これらの重量は70kg以上にも及ぶ。また厩舎・厩務員の意向によっては、たてがみも丁寧に編みこまれたり、花飾り等装飾品が付くこともある。スタート時には各馬とそりや装具をつなぐ鎖が鈴のように一斉に鳴り響く。

### そり
競走に使用するそりは鉄製で、そりの自重は450kgと定められている。積載する重量物は平型で、5 kg・10 kg・30 kg・50kgの4種類 があり、これらを組み合わせて積載することでばんえい重量を調整している。また、騎手の重量を同じにするために入れる重りもそりに積載する（#騎手重量を参照）。
コースとの接地面には「ズリ金」（「裏金」ともいう）と呼ばれる鉄板が取り付けられている。ズリ金は競走で繰り返し使用することで摩耗するため、1年に1回程度の頻度で交換され、交換を行った際は告知される。交換によって地面に接触する感触が変わり、走行タイムが若干長くなる傾向もみられるとされる。
そりの塗装はかつて青1色から、本体が緑色、重量物の積載スペースが黄色となり、2022年度開催からは本体が赤色、重量物の積載スペースは黄色に更新されている。
運びきったそりはレース後、コース脇のトロッコ列車に載せられてスタート位置まで戻される。トロッコはナローゲージで、小さなディーゼル機関車により牽引される。レース終了後にそりをスタート位置まで運び、その後は再びゴール位置で待機する。軌道は本走路と着順掲示板の間に設置されており、レース間の中継映像でも時折画面に運搬中のトロッコ列車が映りこむ場合がある。通常、関係者以外は乗車できないが、ファンサービスとして一般のファンを乗車させる場合もある。
競走中止などの要因でそりを馬がゴールまで運べず、コース上にそりが残ってしまった場合はトラクターでスタート位置へ戻す場合がある。

## 公営競技のクラス編成
ばんえい競馬の競走馬のクラスは後述する通り、馬齢（大別すると「2歳」「3・4歳」「3歳以上」）と賞金額によって分けられる。
他の地方競馬（平地競走）においては通常、馬齢によるクラス分けは「2歳」「3歳」「3歳以上」となっており、ばんえい競馬では「3歳」に代わって「3・4歳」というクラスを設けていることが異なっている。これは3歳馬や4歳馬が5歳以上の馬に比べ高重量戦の経験が浅いことから、能力的に劣るとされているため。

### 収得賞金の算定方法
デビューからの通算収得賞金は別途集計されているが、競馬番組編成やクラス分けに用いる賞金額は、以下のように取り扱っている。
以下は2019年度の番組編成要領 に沿って記述する。
- 収得賞金（公式サイトなどでは「本年賞金」と表記） - 競馬番組で示した賞金額から1000円未満を切り捨て。
- 通算収得賞金（公式サイトなどでは「番組賞金」と表記） - 平成28年度以降の収得賞金を合計。

#### 2歳
当該年度の収得賞金順に4段階（A・B・C・D）で格付け。

#### 3歳以上
| オープン | 470万円以上 |
| A1       | 470万円未満 |
| A2       | 360万円未満 |
| B1       | 300万円未満 |
| B2       | 240万円未満 |
| B3       | 190万円未満 |
| B4       | 150万円未満 |

| C1 | 120万円未満 |
| C2 | 60万円未満  |

### 着順トライアル制と優先出走
ばんえいではかねてから着順トライアル制を採用している。
勝入競走
2008年度まで行われていた競走。いわゆる「2走目」なのだが、1走目の上位馬から順番に編成し、出走可能頭数から漏れた馬は出走できず、抽休となる。特別レースで行われることもあった。
決勝競走
2009年度以降に行われている競走。勝入競走から名称が変わっただけで趣旨は勝入競走と同じである。
選抜競走
2009年度以降に行われている競走。かつての勝入競走は出走可能頭数から漏れた馬は出走できず、抽休となっていたが、漏れた馬が出走できるようになったのが選抜競走である。2012年度をもって廃止され、それ以降は決勝競走から漏れた馬は1走目の馬と一緒に走ることが認められるようになった。
また、普通競走で出走希望頭数が制限頭数（10頭）を超え、抽選の結果出走できなかった馬は次に当該馬が出走できる最初の競走に限り、出走投票した馬に優先出走が認められている。

## 重量
馬が曳くそりの重量は「ばんえい重量」と呼ばれ、競走別に設定されている。これは平地競走などでの負担重量に相当するもので、公式の出走表や専門紙・スポーツ新聞などでも、このばんえい重量が「重量」欄に掲載されている。ただし、一部ではスペースの都合から一桁省略して「重量（×10 kg）」と表示される場合がある。かつてはそりに積載する重量物の重量をもって表記していたものの、のちにそり本体を含めた重量をもって表記するよう改められている。
最低重量は480kg（牝馬は460kg）、最高重量は重賞競走「ばんえい記念」での1000kg（牝馬は980kg）である。
実際にそりを曳く際は、そりの上に乗る騎手の重量も加算される。ただし騎手重量は一律に設定されている（後述）ため発表されない。
一部の競走を除き、重量設定においては各馬の成績も加味される（別定戦と呼ばれる。詳細な設定は後述）。
2010年より 競走のバリエーションを増やす観点から、通常よりも大幅に低いばんえい重量を設定する競走を一部に設定している。
以下に示す重量は、2019年度の番組編成要領 に基づく。

### ばんえい重量（基礎重量）
普通競走では各クラス別に以下の基礎重量を基準とし、これに収得賞金などの別定条件を加味して加減される。
特別競走や重賞競走では各競走ごとに基礎重量が定められ、これに別定条件を加味して加減される。

#### 3歳以上
5歳以上および3・4歳で通算収得賞金が120万円以上
| 開催            | オープン （470万以上） | A1 （470万未満） | A2 （360万未満） | B1 （300万未満） | B2 （240万未満） | B3 （190万未満） | B4 （150万未満） |
| --------------- | ---------------------- | ---------------- | ---------------- | ---------------- | ---------------- | ---------------- | ---------------- |
| 第1回 - 第3回   | 660 kg                 | 650 kg           | 640 kg           | 630 kg           | 620 kg           | 610 kg           | 600 kg           |
| 第4回 - 第6回   | 670 kg                 | 660 kg           | 650 kg           | 640 kg           | 630 kg           | 620 kg           | 610 kg           |
| 第7回 - 第9回   | 680 kg                 | 670 kg           | 660 kg           | 650 kg           | 640 kg           | 630 kg           | 620 kg           |
| 第10回 - 第12回 | 690 kg                 | 680 kg           | 670 kg           | 660 kg           | 650 kg           | 640 kg           | 630 kg           |
| 第13回 - 第15回 | 700 kg                 | 690 kg           | 680 kg           | 670 kg           | 660 kg           | 650 kg           | 640 kg           |
| 第16回 - 第18回 | 710 kg                 | 700 kg           | 690 kg           | 680 kg           | 670 kg           | 660 kg           | 650 kg           |
| 第19回 - 第21回 | 720 kg                 | 710 kg           | 700 kg           | 690 kg           | 680 kg           | 670 kg           | 660 kg           |
| 第22回 - 第24回 | 730 kg                 | 720 kg           | 710 kg           | 700 kg           | 690 kg           | 680 kg           | 670 kg           |
| 第25回・第26回  | 740 kg                 | 730 kg           | 720 kg           | 710 kg           | 700 kg           | 690 kg           | 680 kg           |

3・4歳で通算収得賞金が120万円未満
| 開催            | C1 （120万未満） | C2 （60万未満） |
| --------------- | ---------------- | --------------- |
| 第1回 - 第3回   | 590 kg           | 580 kg          |
| 第4回 - 第6回   | 600 kg           | 590 kg          |
| 第7回 - 第9回   | 610 kg           | 600 kg          |
| 第10回 - 第12回 | 620 kg           | 610 kg          |
| 第13回 - 第15回 | 630 kg           | 620 kg          |
| 第16回 - 第18回 | 640 kg           | 630 kg          |
| 第19回 - 第21回 | 650 kg           | 640 kg          |
| 第22回 - 第24回 | 660 kg           | 650 kg          |
| 第25回・第26回  | 670 kg           | 660 kg          |

#### 2歳
| 格付＼開催 | 第1回 - 第3回 | 第4回 - 第5回 | 第6回 - 第7回 | 第8回 - 第10回 | 第11回 - 第12回 | 第13回 - 第14回 | 第15回 - 第17回 | 第18回 - 第19回 | 第20回 - 第21回 | 第22回 - 第23回 | 第24回 - 第25回 | 第26回 |
| ---------- | ------------- | ------------- | ------------- | -------------- | --------------- | --------------- | --------------- | --------------- | --------------- | --------------- | --------------- | ------ |
| A          | 480 kg        | 490 kg        | 500 kg        | 510 kg         | 520 kg          | 530 kg          | 540 kg          | 550 kg          | 560 kg          | 570 kg          | 580 kg          | 590 kg |
| B          | 480 kg        | 490 kg        | 500 kg        | 500 kg         | 510 kg          | 520 kg          | 530 kg          | 540 kg          | 550 kg          | 560 kg          | 570 kg          | 580 kg |
| C          | 480 kg        | 480 kg        | 490 kg        | 490 kg         | 500 kg          | 510 kg          | 520 kg          | 530 kg          | 540 kg          | 550 kg          | 560 kg          | 570 kg |
| D          | 480 kg        | 480 kg        | 480 kg        | 490 kg         | 490 kg          | 500 kg          | 510 kg          | 520 kg          | 530 kg          | 540 kg          | 550 kg          | 560 kg |

### 重量の加減について
普通競走・特別競走における重量の加減は、以下の通り定められている。

#### 普通競走
1. 牝馬は20kg減量。
2. 2歳・3歳のセン馬は10kg減量。
3. 2歳馬は当該年度の収得賞金25万円につき5kg加増する。
4. 「3歳以上・80万未満」以上のクラスに格付けされた馬は、当該年度の収得賞金40万円につき5kg加増する。
5. 「3歳以上・80万未満」以上のクラスに格付けされた3・4歳馬は、以下のとおり減量する。

| 馬齢 | 第1回 - 第19回 | 第20回 - 第26回 |
| ---- | -------------- | --------------- |
| 3歳  | 10 kg          | 10 kg           |
| 4歳  | 10 kg          | 減量なし        |

#### 特別競走
1. 性別による重量の加減は、普通競走に準じる。
2. 「3歳以上・80万未満」以上のクラスに格付けされた馬は、当該年度の収得賞金30万円につき5kg加増する。
3. 「3歳以上・80万未満」以上のクラスに格付けされた3・4歳馬は、以下のとおり減量する。

| 馬齢 | 第1回 - 第19回 | 第20回 - 第26回 |
| ---- | -------------- | --------------- |
| 3歳  | 20 kg          | 10 kg           |
| 4歳  | 10 kg          | 10 kg           |

#### 別定条件
主に特別競走や重賞競走で重量を加減する別定条件は以下の通り。
| 区分    | 条件                                                                 |
| ------- | -------------------------------------------------------------------- |
| 定量    | 同一重量                                                             |
| 別定1-a | 本年度収得賞金40万円につき10kg加増                                   |
| 別定1-b | 本年度収得賞金60万円につき10kg加増                                   |
| 別定2-a | 1重量格につき10kg加減 オープン馬は本年度収得賞金50万円につき10kg加増 |
| 別定2-b | 1重量格につき10kg加減 オープン馬は本年度収得賞金80万円につき10kg加増 |
| 別定3-a | 1重量格につき10kg加減                                                |
| 別定3-b | 1重量区分につき10kg加減                                              |
| 別定4   | 番組編成会議において決定する                                         |

※「重量格」は、470万円以上（オープン）・470万円未満・360万円未満・240万円未満（150万未満も含む）・150万円未満（80万未満も含む）・120万円未満（3・4歳）と定められている。

### 騎手重量
騎手重量は男女の区別なく一律に規定され、2019年度は77kgと定められている（2012年度までは冬季に限り防寒服分を加算し、夏季75kg・冬季77kgに設定されていた）。騎手の元々の体重が規定重量に足りない分は、計量時に鉄製の箱（「弁当箱」とも呼ばれる）に鉛のおもりをいれて、その箱をソリの前部専用スペースに騎手がいれることで調整する。ばんえい競馬は大型馬を操ることから、騎手重量は平地競走や障害競走よりも重めに設定している。
見習騎手や女性騎手などで減量が生じる場合は、ばんえい重量が減量される。減量騎手の取扱は以下のとおり。出走表や専門紙には、括弧内の記号で表示される。
- 減量される重量は出走投票の時点の成績で決定される（以下の勝利度数を超えていても、それ以前に出走投票が行われている場合は減量騎手の取扱が取り消されることはない）。
- 減量は一般競走のみに適用され、特別競走・重賞競走には適用されない。(但し2019年度と2020年度はこの規定は一時的に削除され、全レースに適用されていた）[79]。

#### 男性騎手
1. 通算勝利度数（年度初日を基準）が50勝未満の騎手は10kg減量（☆）。
2. 免許取得5年以下（5年に達する月を含む年度末まで）で通算勝利度数が50勝以上100勝未満の騎手は、当該年度10勝するまで10kg減量（☆）。

#### 女性騎手
1. 通算勝利度数（年度初日を基準）が50勝未満の騎手は20kg減量（△）。
2. 免許取得5年以下（5年に達する月を含む年度末まで）で通算勝利度数が50勝以上100勝未満の騎手は、当該年度10勝するまで20kg減量（△）。
3. 上記以外の騎手については、10kg減量（☆）。

## 騎手

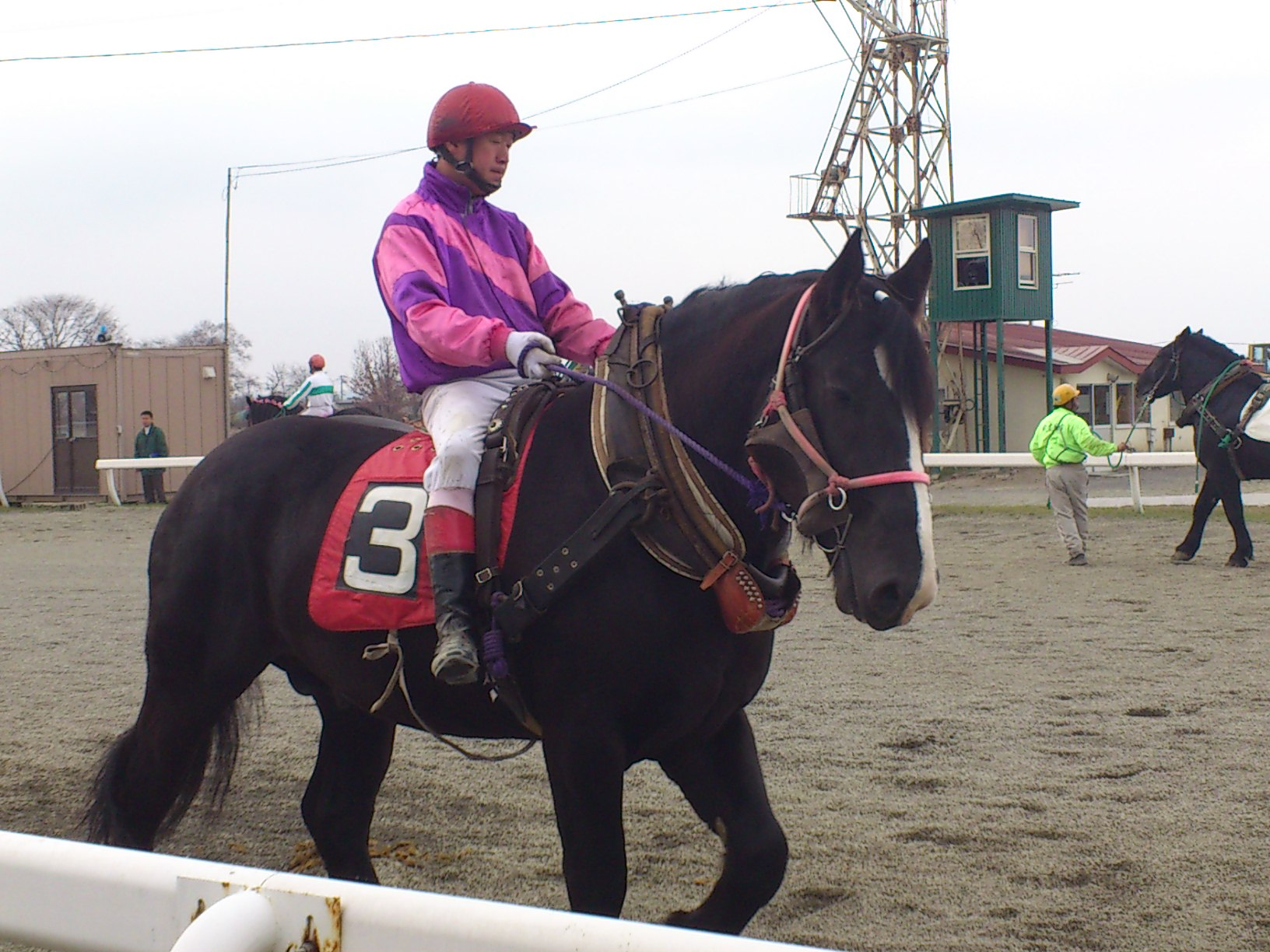
パドックでばん馬に騎乗する騎手

2023年7月28日現在、ばんえい競馬では21名（うち女性2名）の騎手が在籍している。
騎手重量は服などを合わせた総重量が77kgを上限としており（2022年度現在。前述）、平地競走などよりも重く設定されている。平地競走などに比べ重い馬を御すことが重要となるため、騎手の体重は重い方が有利とされる。ただし、騎手の重量は前述の通り「弁当箱」で調整されているため、個別に体重が発表されることはない。また、平地競走とは異なり騎手の身長にも制限がないため、身長が高いことなどの理由から平地競走の騎手を断念した者がばんえい競馬の騎手を目指す例も見られる。2009年にばんえい競馬の騎手免許を取得した林義直（2011年引退）は身長が192cmと当時の日本人騎手としては最も高く、ギネスへの申請も検討された。
騎手の1日あたり最大騎乗数は8回までと定められているほか、騎乗を変更した場合は翌日の騎乗が認められていない（いずれも委員長が特に認めた場合は除く）。
ばんえい競走では、平地競走よりも騎手の技量が勝敗を左右する割合が高いとされる。レース中も騎手同士でさまざまな駆け引きが繰り広げられるほか、第2障害通過後の追い方も多種多様である。
一般的に第2障害までの流れで余計なスタミナを消費させない刻みをする。障害に挑戦させるタイミングが適切である。かつゴール地点で、馬のスタミナが尽きる(全力を出し切る)。この3つの状態を創り出す騎手が技量の高い騎手とされる。余裕の勝利時以外で、スタミナを余らせてしまうときは、解説から「足を余す」騎乗と揶揄されることもある。
レースで使用するそりには手綱以外につかまるものがないため体全体でバランスをとる必要があるうえ、レース中は手綱を引くと馬が止まってしまうため、高度な技術が必要となる。騎手はそりの上に立って騎乗し、長手綱を使って馬を操縦するほか、手綱をしならせることで馬に対する合図の役割も果たしている。また、騎手が担当馬にまたがって騎乗するのはパドックから本馬場入場(ただし、パドックで騎手が騎乗せず、本馬場入場まで厩務員が馬を誘導することも多い。その場合は騎手はスタート地点まで専用バスで移動する)までで、レース中は馬上でまたがることがないため、出走馬には鞍や鐙が装備されていない。騎手はパドックから本馬場へ入場する際に、馬番ゼッケンのみをのせた鞍も鐙もない馬上にまたがり騎乗するが、平地の騎手のように厩務員の補助を受けず、大半の騎手が自力で飛び乗る。この際の騎乗姿勢をみることで、騎手の乗馬技術を測る参考になるとされている。実際にこの馬への「飛び乗り」は、ばんえい騎手免許の実技試験の項目である。
ばんえい競馬では年に1度、1年以上の厩務員経験がある者を対象に筆記・実技・面接による騎手免許試験を行っており、これに合格した者に地方競馬全国協会（NAR）より騎手免許が交付される。ばんえい競馬では他の地方競馬や中央競馬（および他種公営競技）と異なり騎手（選手）を養成する専門機関が存在せず、ばんえい競馬の騎手になることを希望する者は、まず厩舎に厩務員として所属し、ここで馬の扱い方や乗り方なども習得することになる。また騎手免許試験はばんえい競馬独自の内容で、試験の難易度も高く一発合格は稀で、多くの場合二度三度と受験してやっと合格できる非常に狭き門となっている。このため新人騎手が誕生しない年もあるほか、デビュー時の年齢も20歳を超えている場合が多くみられ、平地の騎手よりもデビューまでに時間がかかる。2010年12月現在、在籍していた28人の騎手における合格時の平均年齢は22.9歳であった。

### 通算2000勝以上を記録した騎手
現役・引退ともデビューが早い順に記載。
引退騎手でデビュー年が同じ場合は、引退年の早かった順に記載する。
記録は公式に残っている1963年以降のもの。
現役騎手の記録は、2022年度全日程終了時のもの。
現役
- 藤本匠（1983年 - 、通算35460戦4660勝）
- 藤野俊一（1986年 - 、通算27734戦3611勝）
- 鈴木恵介（1998年 - 、通算19537戦3247勝）

引退
- 金山明彦（1969年 - 1999年、通算19712戦3299勝）「ミスターばんえい」
- 久田守（1972年 - 1996年、通算13964戦2103勝）
- 坂本東一（1975年 - 2007年、通算21188戦2678勝）
- 岩本利春（1979年 - 2005年、通算19263戦2085勝）
- 千葉均（1979年 - 2007年、通算20431戦2106勝）
- 西弘美（1980年 - 2009年、通算22939戦2479勝）
- 鈴木勝堤（1981年 - 2010年、通算17850戦2313勝）
- 大河原和雄（1985年 - 2017年、通算27542戦3373勝）

### 年度リーディングジョッキー受賞回数
2022年度全日程終了時の記録。
公式記録が確認できる1963年以降のもので、3回以上受賞者のみ記載。
名前が太字のものは現役騎手を表す。
- 13回　金山明彦
- 13回　鈴木恵介
- 8回　中西関松
- 5回　坂本東一
- 4回　山田勇作、久田守、鈴木勝堤
- 3回　工藤正男

## 重賞競走
2003年度より競走格付け表記を導入しており、各重賞競走を「BG1」「BG2」「BG3」（BGは「ばんえいグレード」の略）で格付けしている。
2020年度の重賞競走は以下の27レース。【　】は年明け（2021年1月 - 3月）の馬齢および競走を示す。
| 馬齢＼格付け   | BG1                                                            | BG2 | BG3                                     | BG3                                     |
| -------------- | -------------------------------------------------------------- | --- | --------------------------------------- | --------------------------------------- |
| 2歳【3歳】     | 【イレネー記念】                                               | ヤングチャンピオンシップ（産駒特別選抜） 【翔雲賞】（牡馬限定、2020年度新設） 【黒ユリ賞】（牝馬限定）               | ナナカマド賞                            | ナナカマド賞                            |
| 3歳【4歳】     | ばんえいダービー ばんえいオークス（牝馬限定）                  | ばんえい菊花賞 | ばんえい大賞典                          | はまなす賞 【ポプラ賞】                 |
| 4歳【5歳】     | 【天馬賞】                                                     | 銀河賞 | 柏林賞 クインカップ（牝馬限定）         | はまなす賞 【ポプラ賞】                 |
| 3歳【4歳】以上 | 【帯広記念】 【ヒロインズカップ】（牝馬限定） 【ばんえい記念】 | 旭川記念 ばんえいグランプリ（ファン投票選出馬など） 岩見沢記念 北見記念 【チャンピオンカップ】（重賞競走優勝馬など） | 北斗賞 カーネーションカップ（牝馬限定） | 北斗賞 カーネーションカップ（牝馬限定） |
| 4歳以上        |                                                                | ばんえい十勝オッズパーク杯                                                                                           | ドリームエイジカップ（馬齢選抜）        | ドリームエイジカップ（馬齢選抜）        |

### 廃止された重賞競走
重賞としての廃止年が早かった順に記載。格付けは廃止直前のものによる。一部の競走は、特別競走として存続しているものもある。なお旭王冠賞は 2007年から（現）旭川記念になっているが2007年以降の回次は旭王冠賞のものをそのまま引き継いで通算しているため廃止という扱いにはなってはいない。
- オナシス記念 - 1985年で廃止[86]
- 帯広大賞典 - 1987年で廃止[87]
- 青雲賞 - 1988年で廃止[88]
- つつじ賞 - 1988年で廃止[89]
- ばんえい文月賞 - 1988年で廃止[90]
- 大雪賞 - 1988年で廃止[91]
- 層雲賞 - 1988年で廃止[92]
- 旭シルバーカップ - 1988年で廃止[93]
- 蛍の光賞 - 1988年で廃止[94]（特別競走に格下げ）
- 地方競馬全国協会会長賞 - 1992年で廃止[95]。1993年から北斗賞に名称変更して新設
- 全国公営競馬主催者協議会会長賞 - 1992年で廃止[96]。1993年から銀河賞に名称変更して新設
- 白菊賞 - 2002年で廃止[97]（特別競走に格下げ[84]）
- オールスターカップ〔BG2[98]〕 - 2004年で廃止[99]
- （旧）旭川記念- 2006年で廃止。
- ホクレン賞〔BG3〕 - 2007年で廃止[100]
- ばんえいプリンセス賞〔BG3〕 - 2009年で廃止[101]（特別競走に格下げ）
- バレンタインカップ〔BG2〕 - 2010年で廃止[102]

### 各世代ごとの主な重賞路線
ばんえい競馬は「古馬」を3歳以上としているが、その中でもクラス編成はさらに細分化され、3・4歳馬によるクラス分けや重賞路線が別途整備されている（前述）。とくに4歳馬限定の重賞路線が別途設けられているのが、大きな特徴となっている。
2歳（明け3歳も含む）
1年間の最大目標はイレネー記念とされ、ナナカマド賞・ヤングチャンピオンシップとあわせて2歳三冠競走を構成。
開幕-夏季にかけては重賞が組まれず、秋季に行われるナナカマド賞から重賞戦線がスタート。生産地別の特別競走「ばんえい甲子園」を勝ち抜いた馬によるヤングチャンピオンシップ、牝馬についてはその後黒ユリ賞があり、開催年度の終盤に行われるイレネー記念へ向かう。
3歳
三冠競走はばんえい大賞典・ばんえい菊花賞・ばんえいダービーとされており、一般的に牡馬はばんえいダービー、牝馬はばんえいオークスを目標としている。ただし、牝馬でもばんえいダービーに出走する馬が一部みられる。かつては牝馬三冠も整備されていたが、現在の牝馬限定重賞はばんえいオークスのみ。また、3・4歳（明け4・5歳）馬による重賞（はまなす賞・ポプラ賞）もあり、開催年度の終盤に行われるポプラ賞は両世代をあわせたチャンピオン決定戦となる。

4歳（明け5歳も含む）
2006年度までは4歳世代限定のBG1競走がなく、チャンピオン決定戦が明確化されていなかったが、2007年度より（旧）旭川記念を廃止し、代わりにBG1の天馬賞を新設、チャンピオン決定戦に位置づけられた。
重賞戦線は春季の柏林賞から始まり、はまなす賞（3・4歳）や銀河賞（牝馬はクインカップも含む）を経て、正月の天馬賞を目標とする。その後、明け4歳世代を合わせたチャンピオン決定戦のポプラ賞（前述）へ向かう。ポプラ賞以降は世代限定競走がなくなり、原則として5歳以上の馬と同条件となる（下級条件などに一部例外あり）。
5歳以上
ばんえい競馬の古馬重賞は出走条件が「3歳以上」（年明けの場合は「4歳以上」。一部例外あり）となっており、3・4歳馬も出走は可能であるが、3・4歳馬は5歳以上の馬に比べ800kgを超える高重量戦の経験も浅く能力的に劣るとされているため、前述の世代限定重賞を目指す馬が多い。
古馬のローテーションは馬により多少異なるが、多くの馬が毎週のようにレースを行うこともあり特別競走や一般競走などを経て重賞へ向かう例が多い。
開幕直後のばんえい十勝オッズパーク杯から重賞戦線がスタートし、前半戦のチャンピオン決定戦となるばんえいグランプリがまず目標となる。秋季は岩見沢記念や北見記念などを経て正月の帯広記念が次の目標となり、チャンピオンカップ（牝馬はヒロインズカップも含む）を経て開催年度末に行われるばんえい記念が最大の目標となる。

## その他の競走

### 産地限定競走（ばんえい甲子園）
2歳馬による産地限定の競走。以下の各トライアル競走の優勝馬と2着馬に重賞競走「ヤングチャンピオンシップ」への優先出走権が与えられる。2008年からは下記のトライアル競走を総称して「ばんえい甲子園」と呼んでいる。
産地別トライアル競走
- 南北海道産駒特別：石狩・後志・渡島・檜山・胆振・日高管内産馬および道外産馬限定
- 北央産駒特別：空知・上川・留萌・宗谷管内産馬限定
- 北見産駒特別：網走管内産馬限定
- 釧路産駒特別：釧路・根室管内産馬限定
- 十勝産駒特別：十勝管内産馬限定

### 企業（団体）・個人協賛競走
ばんえい競馬では、企業（団体）や個人から協賛金を受けた一般競走や一部の特別競走を冠レースとして実施している。協賛金のうち7割が馬主・調教師・騎手などへの副賞、3割が運営振興費として充てられる。
出走表などにレース名を掲載し、当日は特別観覧席への招待（申込者を含め5名まで）や表彰式にプレゼンターとして参加可能なほか、優勝馬の記念撮影にも参加できる。
- 企業・団体の場合
  - 1口10,000円、3口以上で受付。
  - 場内でのポスター掲示・PR活動や、場内テレビなどでCMを放映。
- 個人の場合
  - 1口10,000円、1口以上で受付。
  - 当日来場できなかった場合は、後日競走名入り出走表と記念撮影写真を郵送。
  - 2005年12月に初めて実施された[104]。
  - インターネット投票のサービス、楽天競馬において、ばんえい競馬の勝馬投票券を購入することで貯まる「ばんえい応援企画　ばんえいコイン」(30000枚)を交換して、個人協賛競走を行うことができる。

### ビッグウエイトカップ
1982年より行われている特別競走。競走条件は「3歳以上、重馬体重馬選抜」で、3歳以上の馬から前回出走時の馬体重が重かった順に選抜する。「もっともばんえい競馬らしいレース」とされる名物レース。

### 蛍の光賞
1980年から1988年までは重賞競走として施行していたが、その後は特別競走（11歳馬・12歳セン馬限定）として施行。
ばんえい競馬は2006年度まで定年制を採用（明け11歳。セン馬は12歳）していたため、定年引退馬の花道を飾る最後の競走として選ばれることが多かった。
2007年度から定年制や減量特典の年齢制限が撤廃されたことにより、「蛍の光賞」は開催年度を締め括る特別競走として、最終開催日の最終競走で施行している。

### たちばな賞
2006年度までは年度末頃に「たちばな賞」（8歳牝馬限定・2006年度をもって廃止）が行われていた。
2006年度までは（明け）8歳3月までの牝馬に対してばんえい重量を一律20kg減量していたが、8歳4月以降（新年度開幕後）の牝馬はこの特典がなくなり牡馬と同重量とされたため、一部を除き多くの牝馬が8歳3月までに引退して後の繁殖に備えることが多かったことから、「たちばな賞」は引退する牝馬の花道を飾る最後の競走として選ばれることが多かった。

### スピードスター賞
2010年度より行われ、現在は8月の稲妻賞、10月の疾風賞、12月の地吹雪賞をトライアルレースとして2月に開催される特別競走。本戦およびトライアル戦がばんえい重量500kgとなっている特殊な競走で、その負担の軽さからその名の通りレースタイム50秒前後で駆け抜ける普段とは違った迫力のあるレースが繰り広げられる。

## 勝馬投票券

### 賭式
2001年に馬複・馬単を導入した。
2011年8月6日の競走より3連複・3連単の発売を開始し、同時に枠番連複（枠複）を廃止した。枠複の廃止理由としては、馬の頭数減で10頭立てのレースが難しくなり、馬複との違いが希薄化していたためとされている。なお3連勝式（3連複・3連単）投票券の導入は日本国内の公営競技では最後であった。
2010年1月8日より、重勝式馬券「OddsPark LOTO」をインターネット投票（オッズパーク）限定で2種類発売している。当初は5重勝単勝式（5レースの1着馬を当てる）のみが設定されており、発売はランダム方式（馬番号は自動的に選択される）であった。その後同年12月25日のレースよりセレクト方式（購入者が馬番号を選択する）に変更され、2012年12月15日のレースより7重勝単勝式（7レースの1着馬を当てる）が新設された。なお、「OddsPark LOTO」はばんえい競馬が初の導入である。
2015年4月18日より、枠複とワイド（拡大馬番号二連勝複式）の発売が開始された（枠複は復活）。
○…発売 ▲…他主催者発売時のみ ☆…インターネット投票のみ
| 単勝 | 複勝 | 枠番連複 | 枠番連単 | 馬番連複 | 馬番連単 | ワイド | 3連複 | 3連単 | 5重勝単勝 | 7重勝単勝 |
| ---- | ---- | -------- | -------- | -------- | -------- | ------ | ----- | ----- | --------- | --------- |
| ○    | ○    | ○        | ▲        | ○        | ○        | ○      | ○     | ○     | ☆         | ☆         |

### ばんえい競馬による他主催者の勝馬投票券発売
ばんえい競馬が運営する発売所（帯広競馬場・各場外発売所）では、ホッカイドウ競馬の場外発売（一部発売所では取り扱いなし）や南関東公営競馬・岩手競馬を中心とした広域場外発売も取り扱う。以前はばんえい競馬運営の発売所における他場の場外発売時はばんえい競馬に存在しない賭式（当時は枠単・ワイド・3連複・3連単が該当）の投票券を発売しなかったが、2011年8月5日の南関東公営競馬場外発売より発売主体の主催者に準じてすべての賭式を発売するようになった。
ばんえい競馬がナイター開催日に南関東や岩手が昼間（薄暮含む）開催している場合は、リレー発売する。
2013年6月8日より、一部の発売所において地方競馬共同トータリゼータシステムを利用した日本中央競馬会（JRA）の場外発売を開始しており、JRA場外発売においては「J-PLACE」の呼称を用いる。当初は帯広競馬場と北彩都（旭川）・北見・釧路・琴似の各場外発売所で開始され、2015年4月11日より名寄と深川の各場外発売所で、2017年4月15日より網走の場外発売所でも取り扱う。帯広・岩見沢では全レース、北彩都（旭川）・北見・釧路・名寄・深川・網走ではJRA開催各競馬場につき1日5レースずつ、琴似では1日4レースずつを取り扱う。

### 在宅投票
以下の在宅投票が利用可能。
- オッズパーク
- 楽天競馬
- SPAT4（一部レースのみ発売）

日本中央競馬会（JRA）が運営する「地方競馬IPAT」では購入できない。

### 場外発売所

#### ばんえい競馬が運営する場外発売所
1984年に場外発売が本格開始となり、この時点では当時ばんえい競馬を施行していた4競馬場（「公営競技を開催する競馬場」節を参照）と日本中央競馬会（JRA）の釧路サービスセンター（現：ウインズ釧路）の5箇所の間で場外発売を実施していた（釧路は中央競馬の休催日のみ）。1993年に発売システムをオンライン化し、場外発売所の発売締切を本場と同時にすることが可能になった。
いずれも北海道に所在。
- 「道営」はホッカイドウ競馬
- 「JRA」内の「◎」は、JRA開催各競馬場につき各日5レースずつを発売。「○」は、JRA開催各競馬場につき各日4レースずつを発売。「●」は、JRA開催各競馬場の全レースを発売（この場合の馬券売り場会場名は「J-PLACE〇〇」）。
- いずれも、取り扱い状況は2023年4月1日現在

| 発売所名                          | 所在地                                        | 道営 | JRA | 備考 |
| --------------------------------- | --------------------------------------------- | ---- | --- | --- |
| 帯広競馬場                        | 帯広市西13条南9丁目1                          | ○    | ●   | ばんえい競馬発売時は本場 場外発売時は「帯広場外発売所」                                                                                               |
| 琴似駅前場外発売所                | 札幌市西区琴似2条1丁目3-16 三光ビル2F・3F・4F |      | ○   | 2012年11月29日開設 旧：Aiba琴似（ホッカイドウ競馬場外発売所）                                                                                         |
| ハロンズ岩見沢（2代目）           | 岩見沢市南町8条3丁目152-1                     | ○    | ●   | 2023年4月より、ばんえい競馬でホッカイドウ競馬・JRAの馬券を取り扱い開始 （ホッカイドウ競馬が同所での場外発売から撤退したため） 2024年10月4日に移転開業 |
| 深川場外発売所 （イルムふかがわ） | 深川市3条22番26号                             |      | ◎   | 2013年8月31日開設 |
| レラ・スポット北彩都              | 旭川市南6条通20丁目1978-17                    |      | ◎   | 2009年4月25日開設 |
| ハロンズ名寄                      | 名寄市西1条南8丁目                            | ○    | ◎   | |
| ミントスポット北見                | 北見市小泉408-1                               | ○    | ◎   | 2009年7月4日開設 |
| アプスポット網走                  | 網走市南4条東1丁目1-3 APTマツブンビル1階      | ○    | ◎   | 2010年9月25日開設 |
| ハロンズ釧路                      | 釧路市若松町2番13号                           |      | ◎   | |

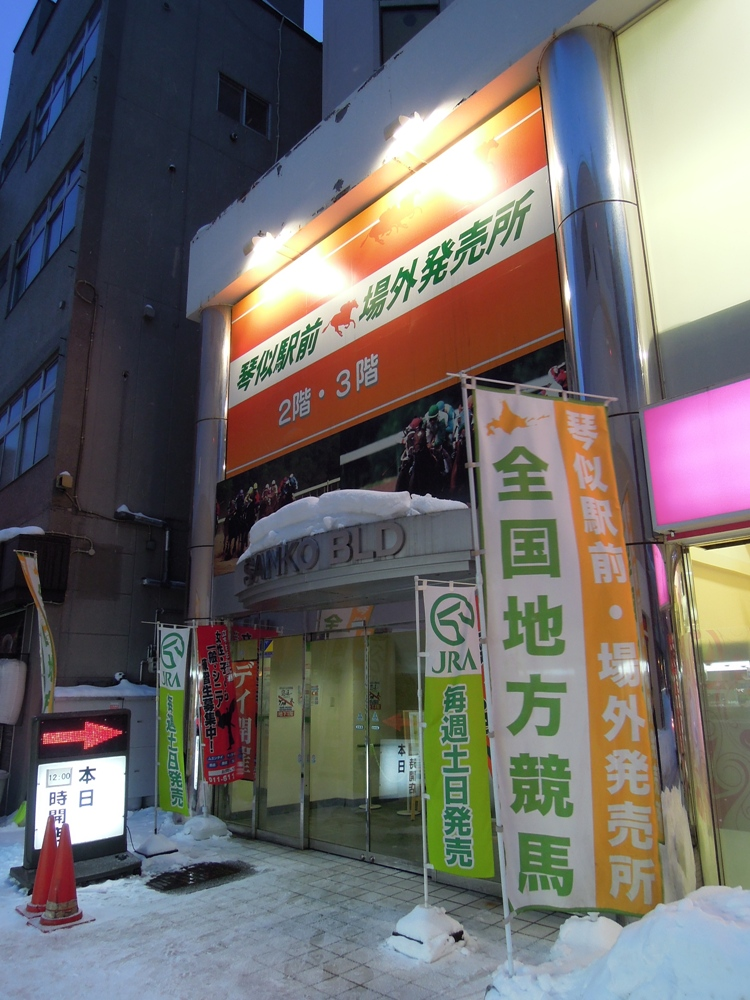
琴似駅前場外発売所
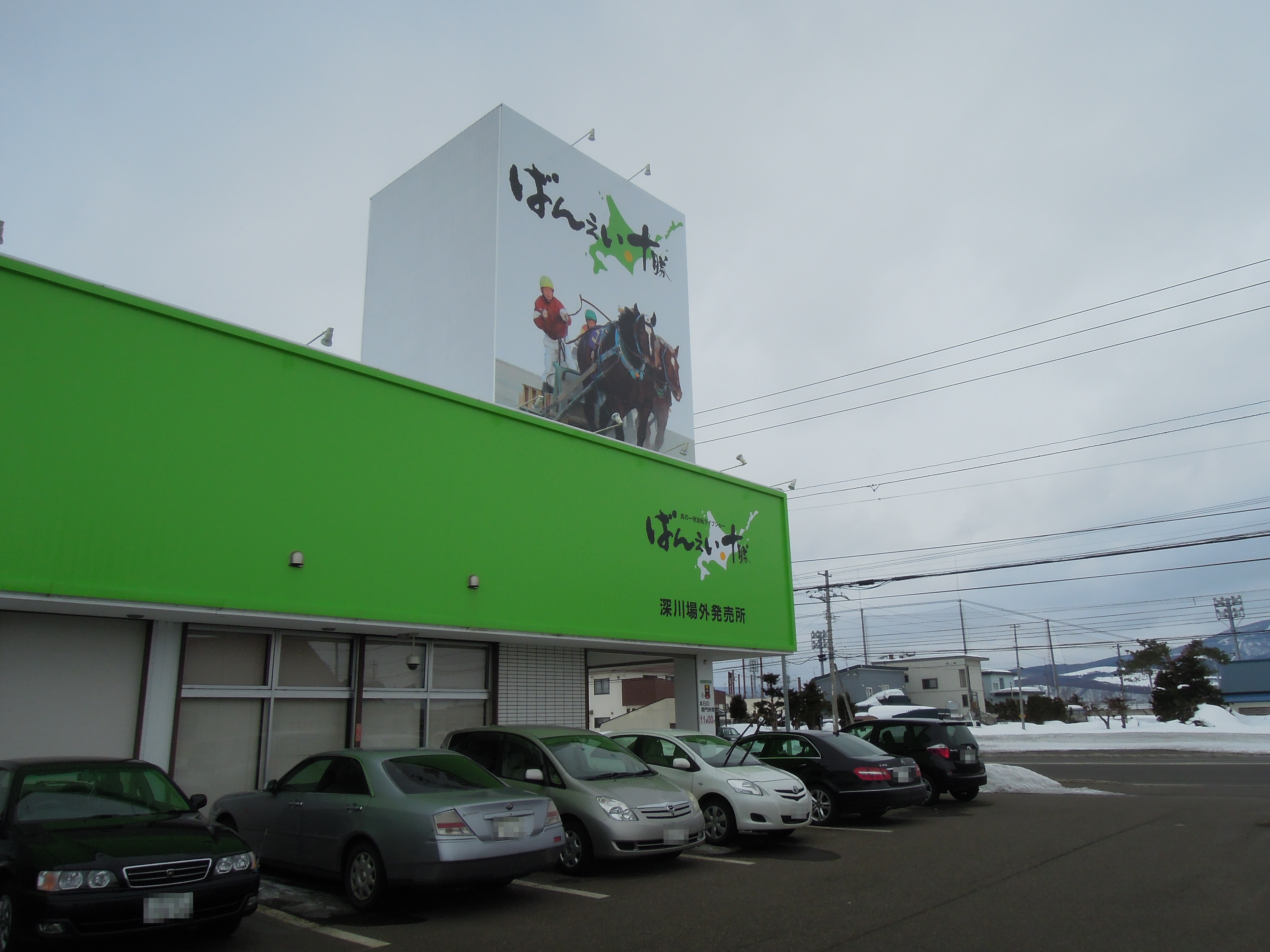
イルムふかがわ
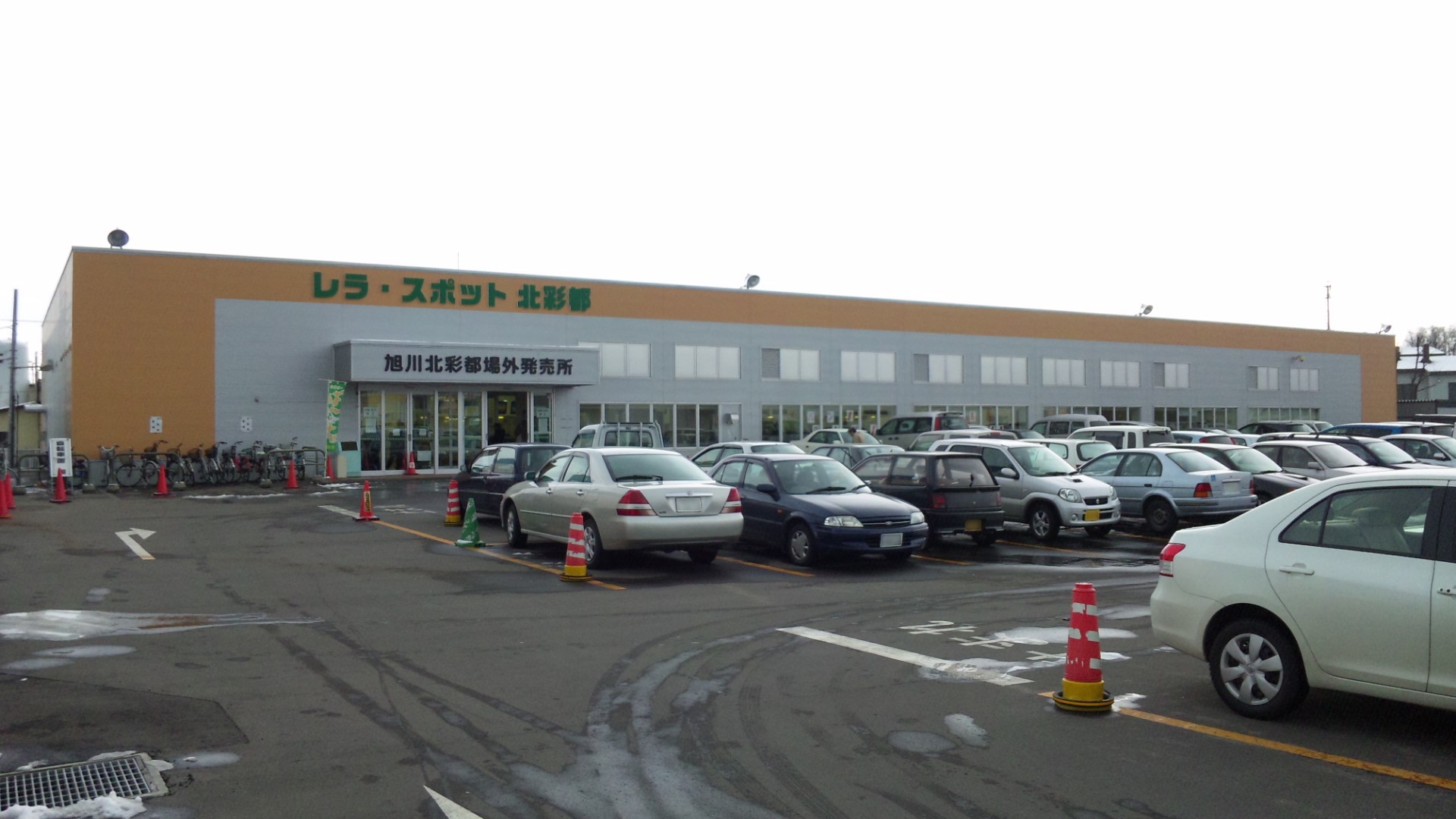
レラ・スポット北彩都
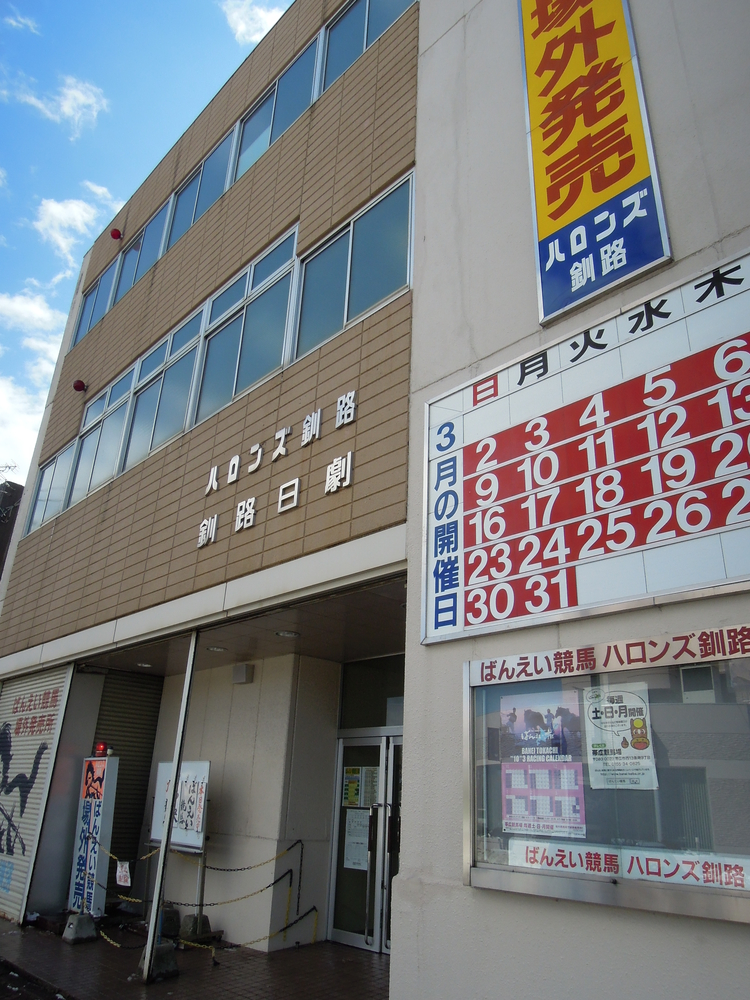
ハロンズ釧路

廃止・撤退した発売所
- 旭川レーシングセンター - 2009年撤退（レラ・スポット北彩都の開設に伴う）[126]
  - 同所ではホッカイドウ競馬は引き続き場外発売を行っていたものの、2018年3月18日限りで閉鎖しAiba旭川へ移転した。
- 北見競馬場 - 2009年6月29日をもって閉鎖（場外発売所としての営業を終了）[130][131]
  - 上述の通り、競馬の開催は2006年度をもって終了している。2009年7月4日よりミントスポット北見が営業を開始した。
- ハロンズ苫小牧（Aiba苫小牧(初代)） - 2012年3月26日をもって撤退[132][133]
  - ばんえい競馬・ホッカイドウ競馬が共同運営していた。ばんえい競馬の撤退以後はホッカイドウ競馬が単独で運営していた（ばんえい競馬の馬券もホッカイドウ競馬が取り扱う）。
  - その後、ホッカイドウ競馬も2014年3月14日の営業をもって同施設から撤退した（同年3月24日に移転開業）。
- ハロンズ岩見沢（初代） - 2024年9月16日をもって閉鎖[134]
  - 同年10月4日に、名称は変更せず市内で移転開業。

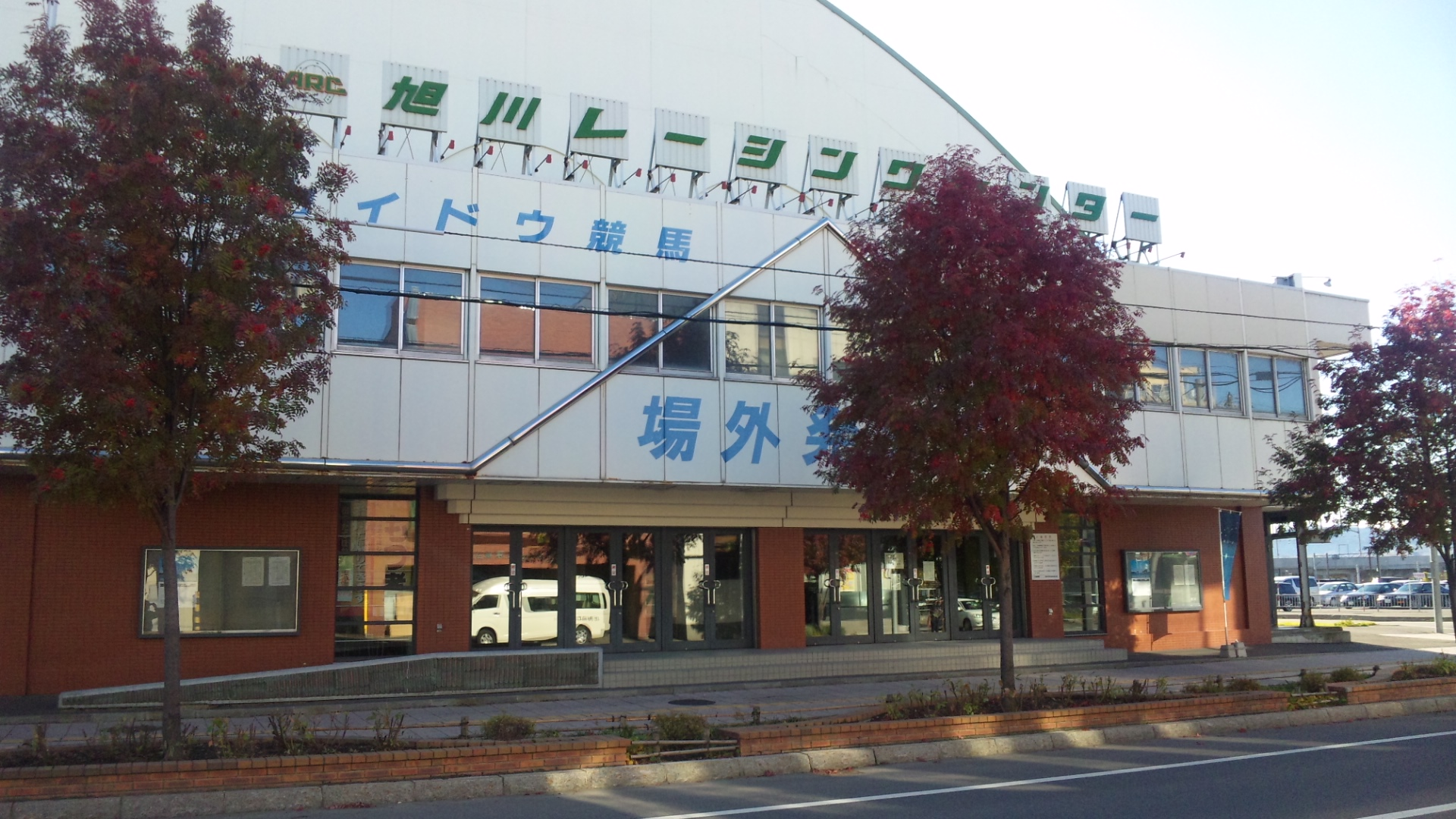
旭川レーシングセンター
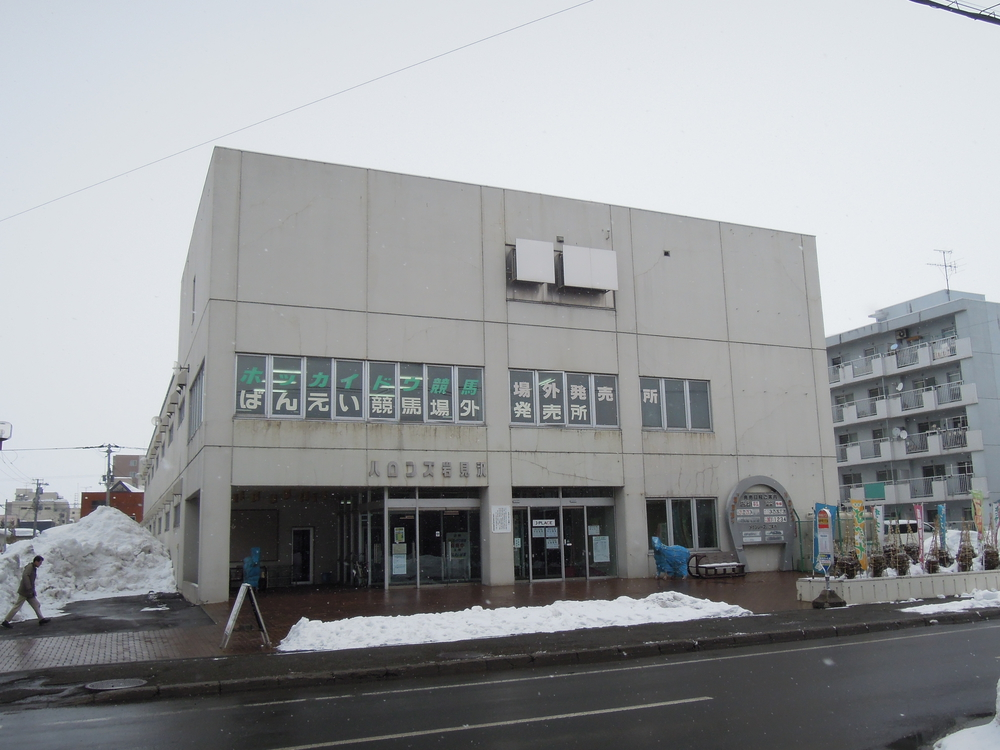
ハロンズ岩見沢（初代）

#### 他主催者による場外発売所

##### ホッカイドウ競馬
以下のホッカイドウ競馬が運営する場外発売所では、ばんえい競馬の場外発売も行っている。ただし、一部では場外発売を行わない日もあるほか、日によっては下記発売所のうち一部のみでばんえい競馬の発売を行うことがある。
ホッカイドウ競馬の場外発売所におけるばんえい競馬の発売は、2003年よりAiba小樽・滝川で、2004年よりAiba札幌駅前で、2005年よりAiba千歳・函館・江別で、2009年よりAiba石狩・札幌中央・登別室蘭・札幌琴似で開始された。
- Aiba札幌駅前 - 札幌市中央区北4条西2丁目1 キタコートレードビルB1F-B3F
- Aiba札幌中央 - 札幌市中央区南6条西1丁目1-1 サテライト札幌2F
- Aiba石狩 - 石狩市新港南2丁目729-3 サテライト石狩1F
- Aiba小樽 - 小樽市築港11-1 ウイングベイ小樽（旧マイカル小樽）1階
- Aiba江別 - 江別市野幌町68番地
- Aiba千歳 - 千歳市東郊1丁目7-1
- Aiba苫小牧 - 苫小牧市木場町1丁目6-1 MEGAドン・キホーテ苫小牧店3階
  - 2011年度まで、ばんえい競馬運営での場外発売も実施（上述）
- Aiba滝川 - 滝川市西町5丁目1番1号
- Aiba中標津 - 標津郡中標津町東31条南1丁目5番地
- Aiba函館港町 - 函館市港町3丁目17
- Aiba登別室蘭 - 登別市若草町4丁目23
- ●門別競馬場 - 沙流郡日高町富川駒丘76-1
- ●Aiba静内 - 日高郡新ひだか町静内木場町2丁目1番30号
- ●Aiba浦河 - 浦河郡浦河町大通3丁目 ショッピングセンターMio2階
- ●Aiba旭川 - 旭川市豊岡3条2丁目2-19 アモールショッピングセンター2階
- ●Aibaくしろ - 釧路郡釧路町桂木3丁目1

●の場外発売所は、土曜・日曜についてはばんえい競馬の取り扱いを行わない（2018年11月・12月現在）。

##### 北海道外
以下の発売所で定期的にばんえい競馬の場外発売を行っている。ただし、一部発売されない場合もある。
- BAOO高崎（旧高崎競馬場）
- BAOO鳥取岩美
- BAOO三刀屋
- BAOO東広島
- BAOO宇部
- BAOO天文館

上記のほか、一部の競走は上記以外の競馬場・場外発売所でも広域場外発売を実施する場合がある。

### 払戻について
帯広競馬場や各場外発売所での払戻業務は、原則として開催日のみ行っている。

## 予想専門紙
各発売所の売店などで、以下の専門紙が販売されている。
- 競馬ブック（ばんえい版）
  - 2014年6月24日より、ローソンに設置されているマルチコピー機でのプリントアウトでも購入可能になっている[136]（その後にファミリーマート・サークルK・サンクスも対応[137]）。会員登録も必要無く、全国で利用可能。
- ねっとばんばキンタロー
  - コンビニエンスストアに設置されているマルチコピー機でも購入が可能[138]。

上記の他、2013年1月11日より「レース展望サイト（協力：全国公営競馬専門紙協会）」を開設した。レース展開や記者の見解などを、全レース無料で閲覧可能。

### 過去に存在した専門紙
現在、場内での場立ち予想はイベントなどの特例を除き認められていないが、以前は手書きの出走表に予想印と予想組番のみを印刷したシンプルなガリ版刷りの専門紙が数種類発売されていた。専門紙の発行元を兼ねた予想業者がパドックや専門紙販売ブースなどに常駐し、購入した新聞を見せる事で最新の情報を入手できたり、朝一番の取材で良く見えた馬に赤鉛筆で印をつけて新聞を販売するなど独特な予想屋文化が存在していた。しかし売上不振や発行者の高齢化のため、これらの新聞は次々に姿を消していった。
- ホースニュース・馬（ばんえい版）
- ばん馬（手書きガリ版予想紙）
- 勝馬ニュース（手書きガリ版予想紙）[注 22]
- 日の出（手書きガリ版予想紙）
- 旭ニュース（手書きガリ版予想紙）

など

### スポーツ新聞などでの出走表掲載
スポーツ新聞での扱いはホッカイドウ競馬よりも小さいことが多く、道内で発行しているものであっても、簡易出走表の掲載のみにとどまっていることが多い。
定期的に馬柱を掲載している新聞は以下の通り。
- 日刊スポーツ（北海道版でメインレースを含む2レース程度）
- 東京スポーツ[注 23]・大阪スポーツ（土曜日のみ）

上記のほか、広域場外発売を行う競走ではその他のスポーツ新聞にも掲載される場合がある。

## レース実況放送

### スカパー!
スカパー!での放送体制はたびたび変更されている。
2014年度はスカパー!プレミアムサービスにて、以下の通り放送。
- 地方競馬ナイン（701ch・702ch）※一部の時間帯は有料
  - スマートフォンやタブレット端末では、無料アプリ「ivy」をダウンロードすることにより無料で「地方競馬ナイン」を視聴可能[139]
- ミュージック・グラフィティTV（標準画質795ch）※移行措置として2014年5月まで放送を継続

### ケーブルテレビ
- 旭川ケーブルテレビ（デジタル016ch）
- 帯広シティーケーブル（地上デジタル10ch[140]）

### その他
- 地方競馬全国協会「インターネットライブ中継」
- ニコニコ生放送[141]
  - 2017年度には、毎開催一日につき１レース、運営会社のドワンゴから協賛レース「ばんばニコニコプレミアム杯」が提供されていた[142]。
- YouTube Live

### 内容（共通）
- 2016年度より『ばんスタ』として、レース実況・オッズ放映のほか、2022年度からのスタジオ進行は、ばんスタMC2名体制で行い、競馬ブックのトラックマンを解説に招いて、パドック解説や展開予想、買い目を紹介している。重賞開催日や年末年始・年度初・年度末などには、ゲストを加えた4名でスタジオ進行することもある。YouTubeLiveとニコニコ生放送では、パドック解説終了から発走までの時間に「ばんスタ延長戦」として、視聴者参加型の企画を実施することがある。
- レギュラーの司会と実況、および解説者は原則として交代制で、1日の前半（6レースまで）と後半（7レースから）で担当を分担している。
- 帯広本場や各場外でも同時放映している。

実況
- 太田裕士
- 大滝翔

本馬場入場時のアナウンスも担当するが、グレードレースなどの表彰式に実況担当が司会として出向く場合などは、ばんスタMCが次のレースの本馬場入場アナウンスを担当することもある。
解説
- 木本利元（競馬ブック）[注 26]
- 定政紀宏（競馬ブック）

ばんスタMC
- 蛯名彩
- 宮部真利子
- 藤原幸奈
- 貞野真生
- 林亜希
- 椎名潤
- 穐本詩乃
- 宮田侑弥

原則上記の内2名が担当、実況を担当しないときのもう一方の実況者がMCを担当する場合もある

### ラジオ
2021年 - 2023年にかけて、年末年始のばんえい競馬の重賞、ばんえいダービー、帯広記念、天馬賞をラジオNIKKEIで生放送された。ただし、進行・実況は東京虎ノ門本社からのモニター観戦によるオフチューブだった。
2023年 - 2024年の年末年始の中継はなかったが、年度末・3月に行われたばんえい記念が生中継された。

## 年間表彰制度
2016年度より楽天競馬「ばんえい十勝応援企画」の一環としてばんえいアワードが新設され、帯広市と楽天競馬が共同で実施している。
競走馬部門
- ベストホース（帯広市長賞）
- 最優秀2歳馬
- 最優秀3歳馬
- 最優秀4歳馬
- 最優秀5歳以上馬
- 最優秀牝馬

騎手部門
- ベストジョッキー（楽天競馬賞）
- 騎手リーディング表彰（日刊スポーツ賞）

生産者部門
- 最優秀生産者（オッズパーク賞）

厩舎部門
- 最優秀厩舎

## ばんえい競馬を扱った作品

### テレビドラマ
- 日曜劇場「ばんえい」（北海道放送制作・TBS系全国放送、1973年9月30日放送 岩見沢競馬場でロケを実施）[145]
- 大地のファンファーレ[146]（NHK札幌放送局・帯広放送局共同制作。道内向けは2012年2月、全国向けは同年3月放送）

### その他のテレビ番組
- NHK「NHK特集 ばん馬　力走-オホーツク・男たちの大地-」（1987年1月16日）[147]
- 北海道テレビ放送（HTB）「ばんドルBAN2!」（放送終了）
- Gyao（スポーツチャンネル）「BANBA王」・無料（放送終了）
- TBS「オールスター感謝祭」（2007年3月31日[148]、2012年3月）
- TBS「どうぶつ奇想天外!春の2時間スペシャル」（2007年4月8日放送[149]）
- NHK「にっぽん紀行『もう一度歩き出せ〜帯広・ばんえい競馬〜』」（2007年3月放送、4月再放送）
- NHK「もういちど、日本『帯広 ばんえい競馬』」（2019年3月14日放送）

### 文学
- 天菊 - 山田栄一・著　1999　文芸社・刊 - ばんえい競走馬の馬主が所有馬テンギクの生涯について著したもの。

### その他
- 銀の匙 Silver Spoon - 作者が十勝地方の農家の出身。ヒロインの家が酪農家で、生産馬がばんえい競馬に出走する（第5話）。2013年7月のアニメ放送開始に先立ち、2013年6月29日にコラボイベントを開催した 。
- 雪に願うこと - ばんえい競馬が舞台の映画。第18回東京国際映画祭でグランプリを含む4部門を受賞
- 挽馬 GO BANG! - 三貴哲成の楽曲。ばんえい競馬をテーマにした曲で、2017年1月-3月期までラジオ深夜便の「深夜便のうた」だった
- ばんばればんば - My's（十勝地方を拠点に活動するフォークデュオ）制作の楽曲。2016年よりばんえい十勝CMソングに起用された。